# Liste der Biografien/Jans
Liste der Biografien |
Portal Biografien |
Personensuche
# |
A |
B |
C |
D |
E |
F |
G |
H |
I |
J |
K |
L |
M |
N |
O |
P |
Q |
R |
S |
T |
U |
V |
W |
X |
Y |
Z |
?
 
Ja |
Jb |
Jd |
Je |
Jh |
Ji |
Jj |
Jl |
Jn |
Jm |
Jo |
Jp |
Jr |
Js |
Jt |
Ju |
Jv |
Jw |
Jy
 
Jaa |
Jab |
Jac |
Jad |
Jae |
Jaf |
Jag |
Jah |
Jai |
Jaj |
Jak |
Jal |
Jam |
Jan |
Jao |
Jap |
Jaq |
Jar |
Jas |
Jat |
Jau |
Jav |
Jaw |
Jax |
Jay |
Jaz
 
Jana |
Janb |
Janc |
Jand |
Jane |
Jang |
Janh |
Jani |
Janj |
Jank |
Janm |
Jann |
Jano |
Janr |
Jans |
Jant |
Janu |
Janv |
Jany |
Janz
Die Liste der Biografien führt alle Personen auf, die in der deutschsprachigen Wikipedia einen Artikel haben. Dieses ist eine Teilliste mit 505 Einträgen von Personen, deren Namen mit den Buchstaben „Jans“ beginnt.

## Jans
- Jans der Enikel, mittelhochdeutscher Dichter und Chronist
- Jans, Armin (* 1965), deutscher evangelikaler Theologe
- Jans, Beat (* 1964), Schweizer Politiker (SP)Beat Jans (* 1964)

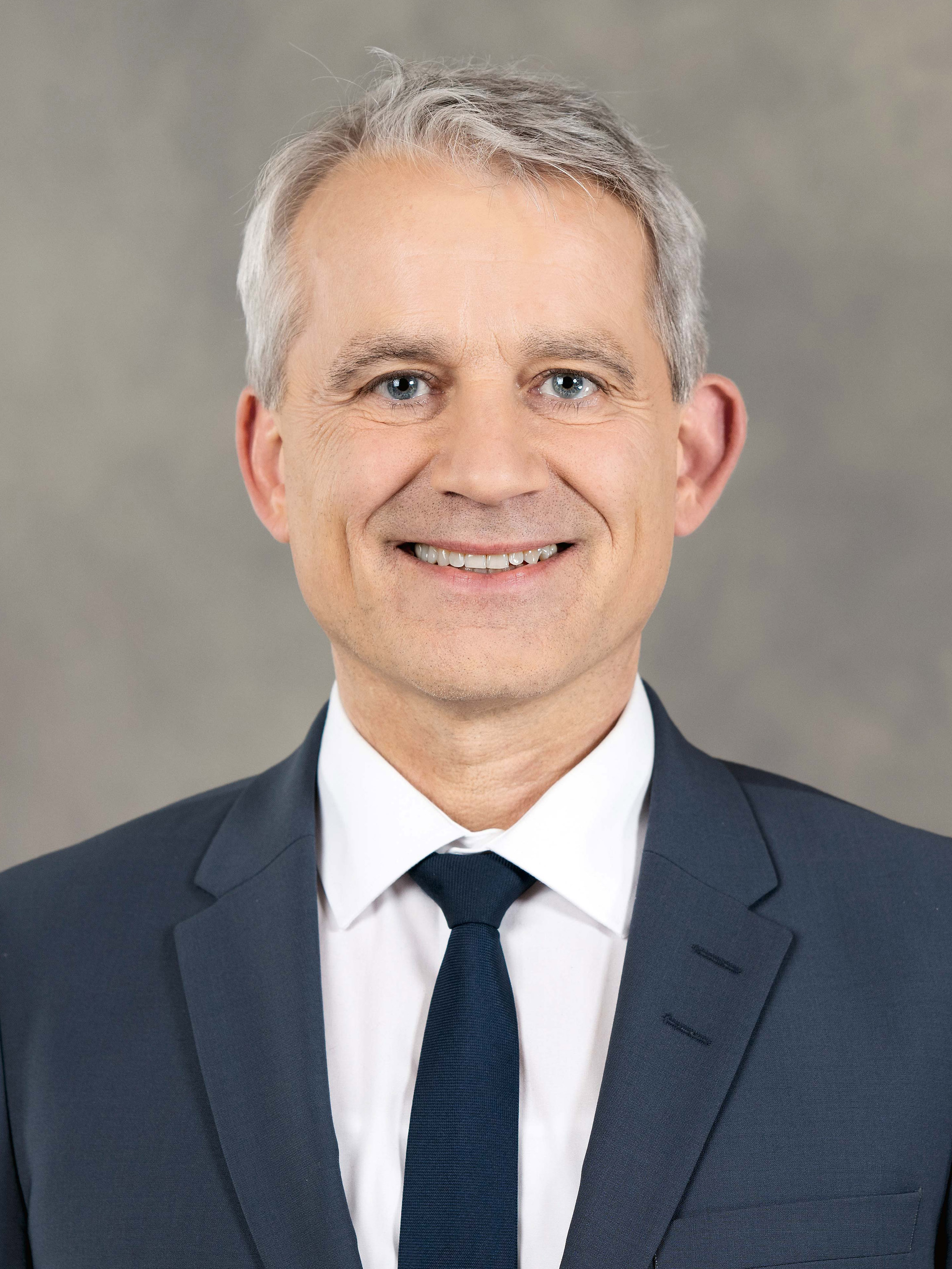
Beat Jans (* 1964)

- Jans, Carlijn (* 1987), niederländische Volleyballspielerin
- Jans, David (* 1968), Schweizer Journalist und Fernsehmoderator
- Jans, Jan (* 1954), niederländischer römisch-katholischer Theologe
- Jans, Laurent (* 1992), luxemburgischer Fußballspieler
- Jans, Markus (* 1946), Schweizer Musiktheoretiker und ehemaliger Hochschullehrer
- Jans, Melanie (* 1973), kanadische Squashspielerin
- Jans, Mie Leth (* 1994), dänische Fußballspielerin
- Jans, Paul (* 1981), niederländischer Fußballspieler
- Jans, Petrus Josephus (1909–1994), niederländischer alt-katholischer Bischof
- Jans, Ron (* 1958), niederländischer Fußballspieler und -trainer
- Jans, Roy (* 1990), belgischer Radrennfahrer
- Jans, Wendy (* 1983), belgische Snookerspielerin
- Jans, Werner Ignaz (1941–2022), Schweizer Bildhauer, Radierer, Zeichner und Kunstpädagoge
- Jans-Ignacik, Klaudia (* 1984), polnische Tennisspielerin

### Jansa
- Jansa, Alfred (1884–1963), Feldmarschallleutnant in Österreich
- Jansa, Bernhard (1901–1967), deutscher evangelischer Pfarrer und Seelsorger
- Jansa, Friedrich (* 1869), deutscher Buchhändler, Herausgeber, Autor und Verleger
- Janša, Janez (* 1958), slowenischer PolitikerJanez Janša (* 1958)

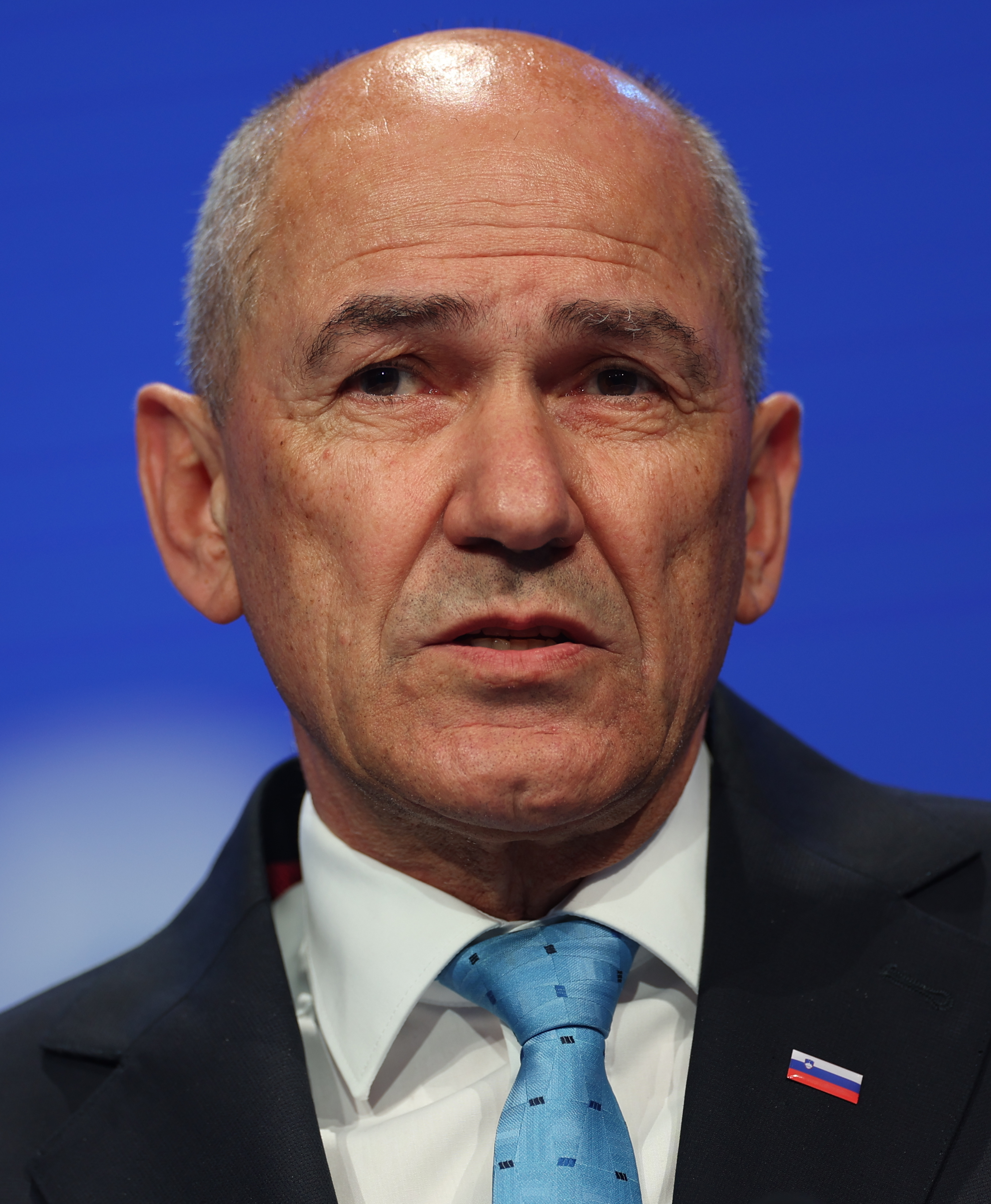
Janez Janša (* 1958)

- Janša, Janko (* 1900), jugoslawischer Skilangläufer
- Janša, Joško (1900–1960), jugoslawischer Skilangläufer
- Jansa, Leopold (1795–1875), tschechisch-österreichischer Violinist und Komponist
- Janša, Milan (* 1965), slowenischer Ruderer
- Janša, Tone (* 1943), slowenischer Jazzmusiker (Saxophone, Flöte, Komposition)
- Jansa, Václav (1859–1913), böhmischer Maler und Zeichner
- Jansa, Vlastimil (* 1942), tschechischer Schach-Großmeister
- Jansada Kanha (* 1998), thailändischer Fußballspieler

### Jansc
- Jansch, Bert (1943–2011), britischer Folksänger und -gitarrist
- Jänsch, Hubert (* 1951), deutscher Segelkunstflieger
- Jansch, Ulrich (* 1948), deutscher Sportjournalist
- Janscha, Anton (1734–1773), slowenischer Hofimkermeister
- Janscha, Laurenz (1749–1812), österreichischer Landschaftsmaler
- Janscheck, Albert (1907–1976), österreichischer Schauspieler
- Janschek, Alfred (1874–1955), deutscher Politiker (SPD), MdR
- Janschin, Michail Michailowitsch (1902–1976), sowjetischer Theater- und Filmschauspieler und -Regisseur sowie Synchronsprecher
- Janschinow, Alexei Iwanowitsch (1871–1943), russischer Komponist und Geiger
- Janschitz, Eduard (1827–1882), österreichischer Verleger und Buchdruckereibesitzer
- Janschitz, Robert (1921–2002), österreichischer Politiker (SPÖ), Landtagsabgeordneter, Abgeordneter zum Nationalrat
- Janschke, Erich (1941–1962), deutscher Arbeiter, Todesopfer an der innerdeutschen Grenze
- Janschul, Iwan Iwanowitsch (1846–1914), russischer Ökonom und Hochschullehrer

### Janse
- Janse van Rensburg, Jacques (* 1987), südafrikanischer Radrennfahrer
- Janse van Rensburg, Jennifer (* 1993), deutsche Eiskunstläuferin
- Janse van Rensburg, Nicole (* 2001), südafrikanische Stabhochspringerin
- Janse van Rensburg, Reinardt (* 1989), südafrikanischer Radrennfahrer
- Janse, Axel (1888–1973), schwedischer Turner
- Janse, Dies (* 2006), niederländischer Fußballspieler
- Janse, Jacobus Marinus (1860–1938), niederländischer Biologe
- Janse, Mark (* 1959), niederländischer Gräzist und Neogräzist
- Jansen, Adolf (* 1888), deutscher Tontechniker
- Jansen, Albert (1903–1974), deutscher Kaufmann und Kommunalpolitiker
- Jansen, Albert (1936–2000), deutscher Fußballspieler
- Jansen, Amund Grøndahl (* 1994), norwegischer Radrennfahrer
- Jansen, Anco (* 1989), niederländischer Fußballspieler
- Jansen, Andrea (* 1980), Schweizer Fernsehmoderatorin
- Jansen, Antje (* 1950), deutsche Politikerin (Die Linke), MdL
- Jansen, Arne (* 1975), deutscher Jazzmusiker
- Jansen, Arno (* 1938), deutscher Lichtbildner, künstlerischer Fotograf und Hochschullehrer
- Jansen, Axl (* 1965), deutscher Mode- und MusikfotografAxl Jansen (* 1965)

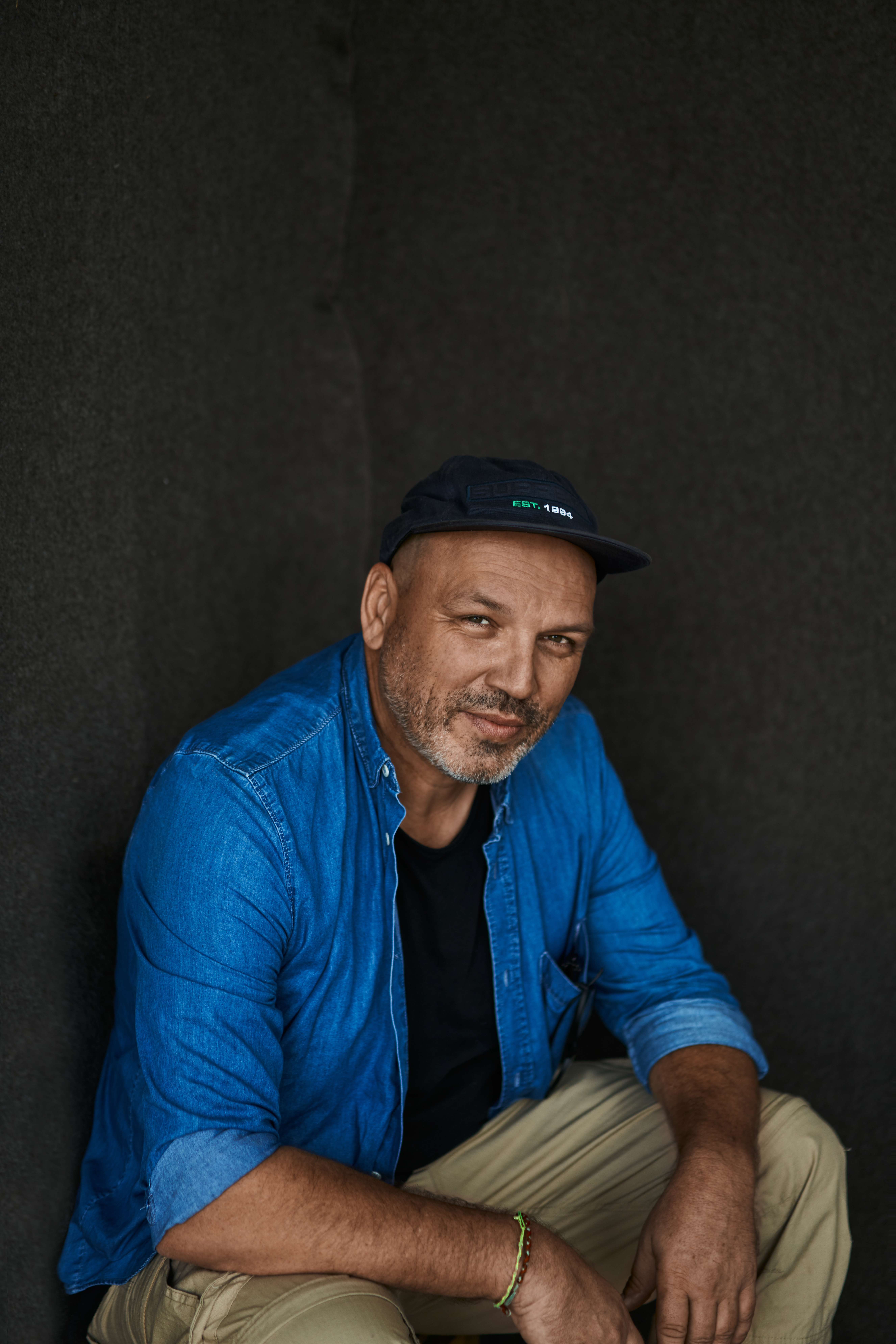
Axl Jansen (* 1965)

- Jansen, Barend Coenraad Petrus (1884–1962), niederländischer Chemiker
- Jansen, Bernd (1943–2025), deutscher ArchitektBernd Jansen (1943–2025)

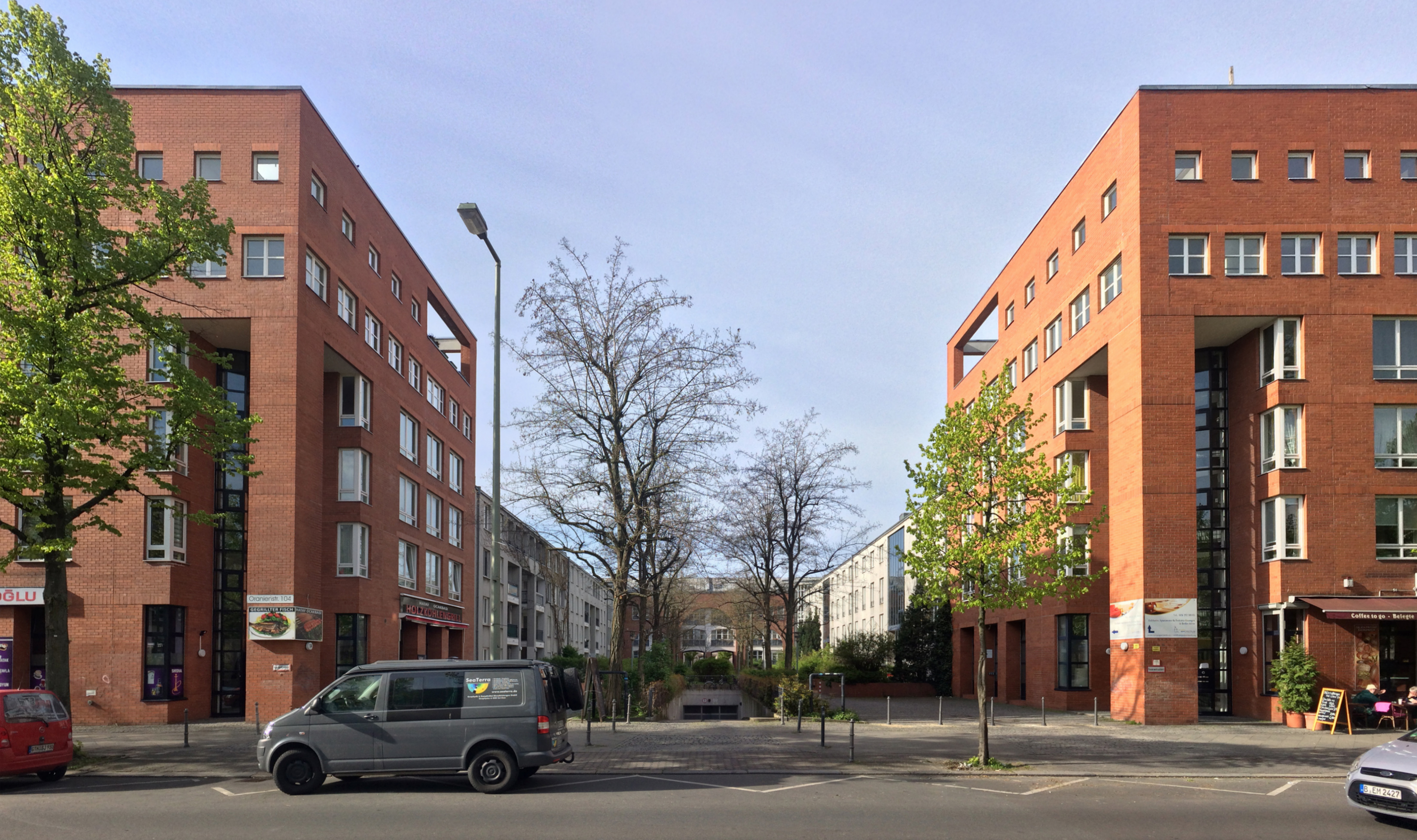
Bernd Jansen (1943–2025)

- Jansen, Bernt (* 1949), deutscher Tischtennisspieler
- Jansen, Björn (* 1958), deutscher Unternehmer und Manager
- Jansen, Björn (* 1977), deutscher Kommunalpolitiker für die SPD und amtierender Bürgermeister der Stadt Aachen
- Jansen, Brigitte E. S. (* 1953), deutsche Bioethikerin
- Jansen, Carl (1899–1970), deutscher Bibliothekar
- Jansen, Christian (* 1956), deutscher Historiker
- Jansen, Christiane (* 1929), deutsch-italienische Schauspielerin
- Jansen, Cisita Joity (* 1990), deutsche Badmintonspielerin indonesischer Herkunft
- Jansen, Claudia (* 1970), deutsche Fußballspielerin
- Jansen, Cornelius (1585–1638), niederländischer Theologe und Bischof, Begründer des Jansenismus
- Jansen, Dan (* 1965), US-amerikanischer Eisschnellläufer
- Jansen, Daniela (* 1977), deutsche Politologin und Politikerin (SPD), MdL
- Jansen, Danny (* 2002), niederländischer Dartspieler
- Jansen, Darnel (* 1996), deutscher Handballschiedsrichter
- Jansen, David (* 1981), deutscher Regisseur, Animator, Illustrator und Drehbuchautor
- Jansen, David (* 1987), deutscher Fußballspieler
- Jansen, Dominik (* 1982), deutscher Fußballspieler
- Jansen, Dorothea (1956–2017), deutsche Soziologin
- Jansen, Ea (1921–2005), estnische Historikerin
- Jansen, Eckhard (* 1963), deutscher Kameramann
- Jansen, Elena (* 1984), deutsche Schauspielerin und Drehbuchautorin
- Jansen, Eline (* 2002), niederländische RadrennfahrerinEline Jansen (* 2002)

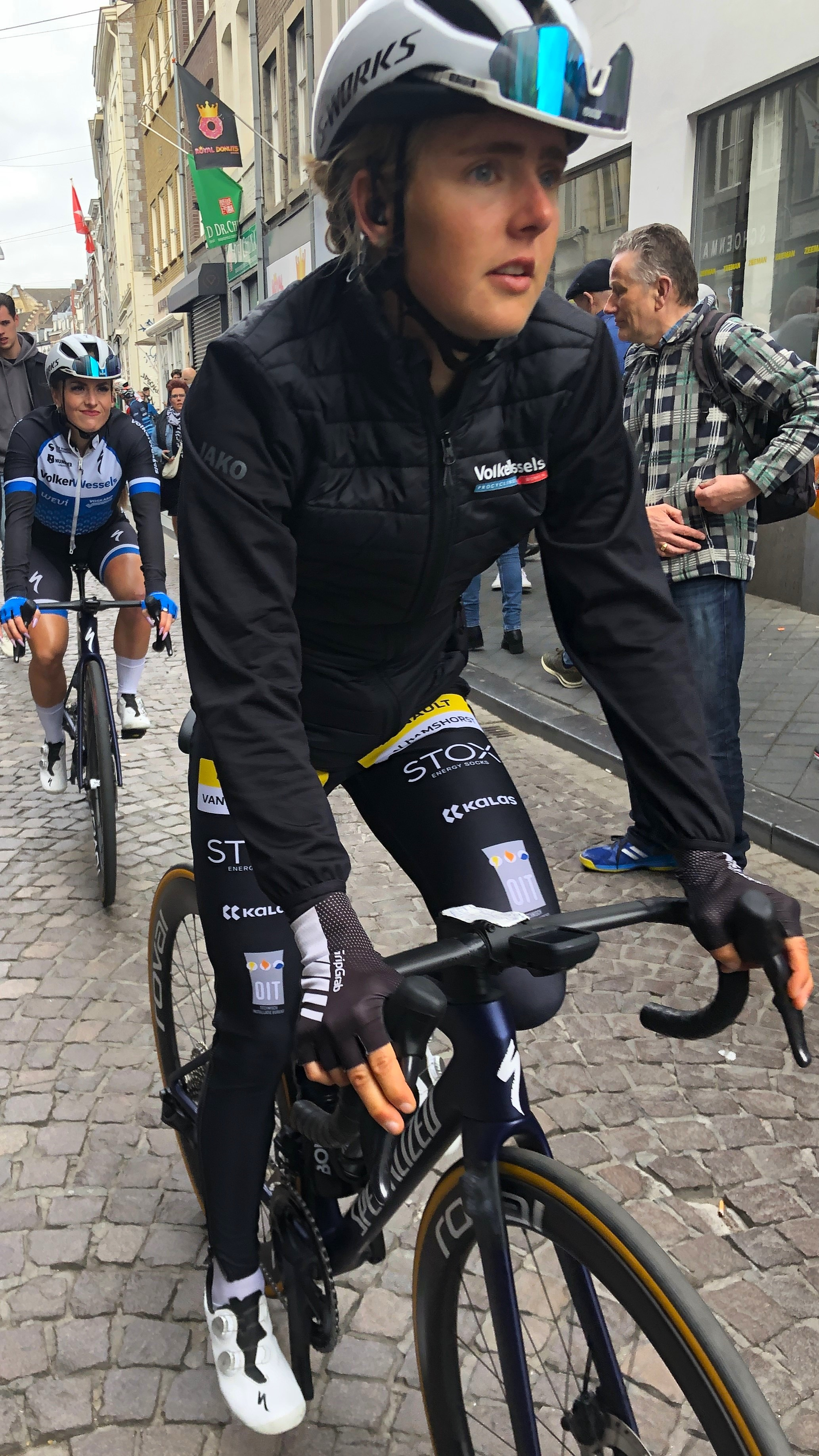
Eline Jansen (* 2002)

- Jansen, Elisabeth (* 1967), deutsche Fußballspielerin
- Jansen, Ellen (* 1992), niederländische Fußballspielerin
- Jansen, Elmar (1931–2017), deutscher Kunsthistoriker, Essayist und Autor
- Jansen, Emile (1959–2024), niederländischer Filmproduzent, Regisseur und Schauspieler
- Jansen, Emilie (* 1871), deutsche Blumen- und Stilllebenmalerin der Düsseldorfer Schule
- Jansen, Eric (* 2000), deutscher Fußballspieler
- Jansen, Erich (1897–1968), deutscher Apotheker und Schriftsteller
- Jansen, Ernst (1945–2023), niederländischer Arzt
- Jansen, F. Gustav (1831–1910), deutscher Organist und Musikwissenschaftler
- Jansen, Farina (* 1981), deutsche Schauspielerin
- Jansen, Fasia (1929–1997), deutsche politische Liedermacherin und Friedensaktivistin
- Jansen, Floor (* 1981), niederländische Metal-SängerinFloor Jansen (* 1981)

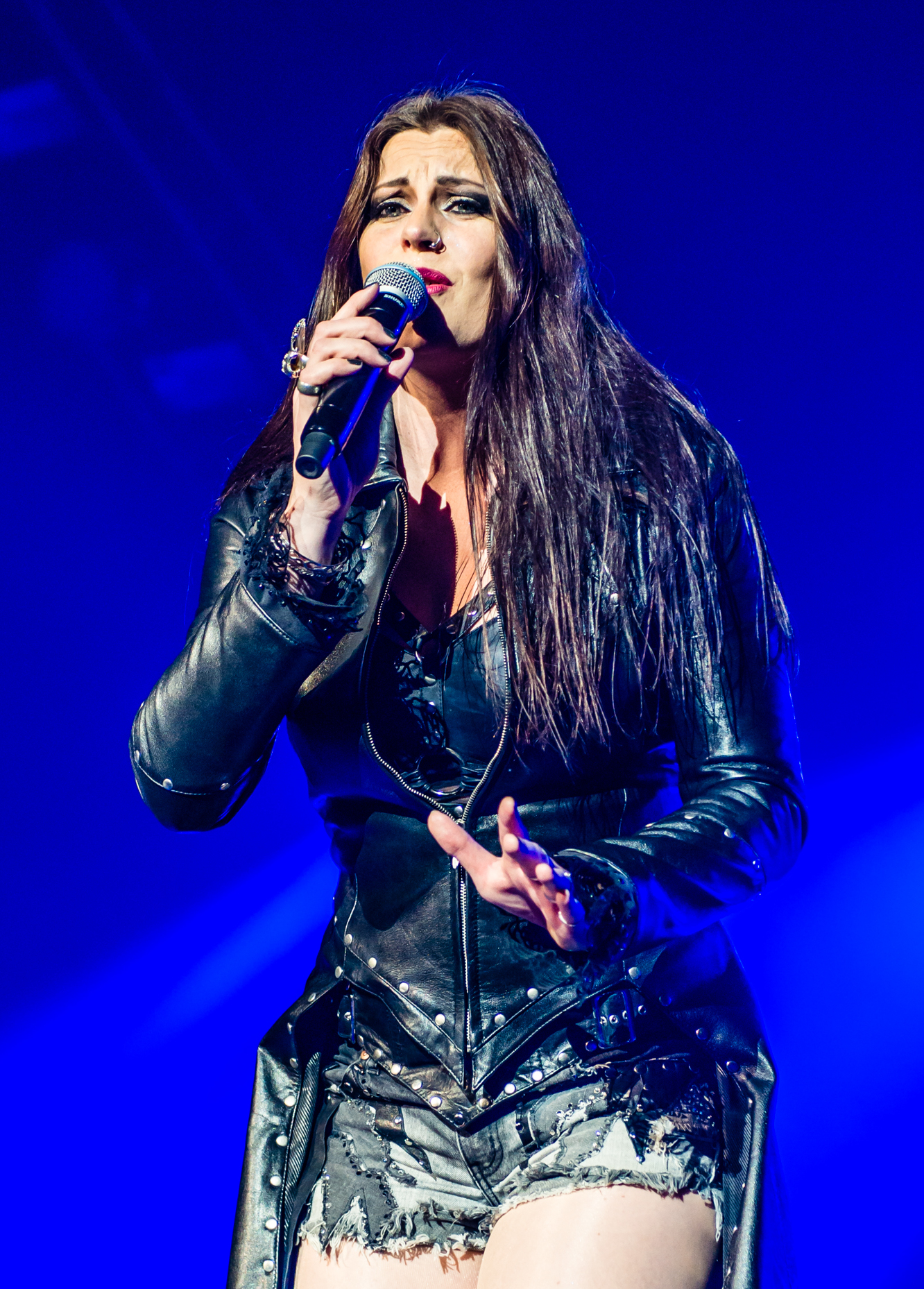
Floor Jansen (* 1981)

- Jansen, Frank (* 1959), deutscher Journalist und Publizist
- Jansen, Franz M. (1885–1958), deutscher Maler und Grafiker
- Jansen, Friedrich (1798–1861), königlich hannoverscher Statistiker
- Jansen, Friedrich (1813–1884), deutscher Unternehmer und Abgeordneter des Zollparlaments
- Jansen, Friedrich (1883–1945), Widerstandskämpfer gegen den Nationalsozialismus
- Jansen, Frits (1856–1928), niederländischer Maler und Zeichner
- Jansen, Gaite (* 1991), niederländische Schauspielerin
- Jansen, Geert (* 1946), niederländischer Politiker (CDA)
- Jansen, Gerhard Friedrich August (1791–1869), deutscher Ministerialbeamter im Großherzogtum Oldenburg
- Jansen, Gerrit (* 1981), deutscher Schauspieler
- Jansen, Gregor (* 1965), deutscher Kunsthistoriker und Kurator
- Jansen, Günter (1932–2019), deutscher Fußballtorhüter
- Jansen, Günter, deutscher Hörspielregisseur
- Jansen, Günther (1831–1914), deutscher Ministerialbeamter im Großherzogtum Oldenburg
- Jansen, Günther (* 1936), deutscher Politiker (SPD), MdBGünther Jansen (* 1936)

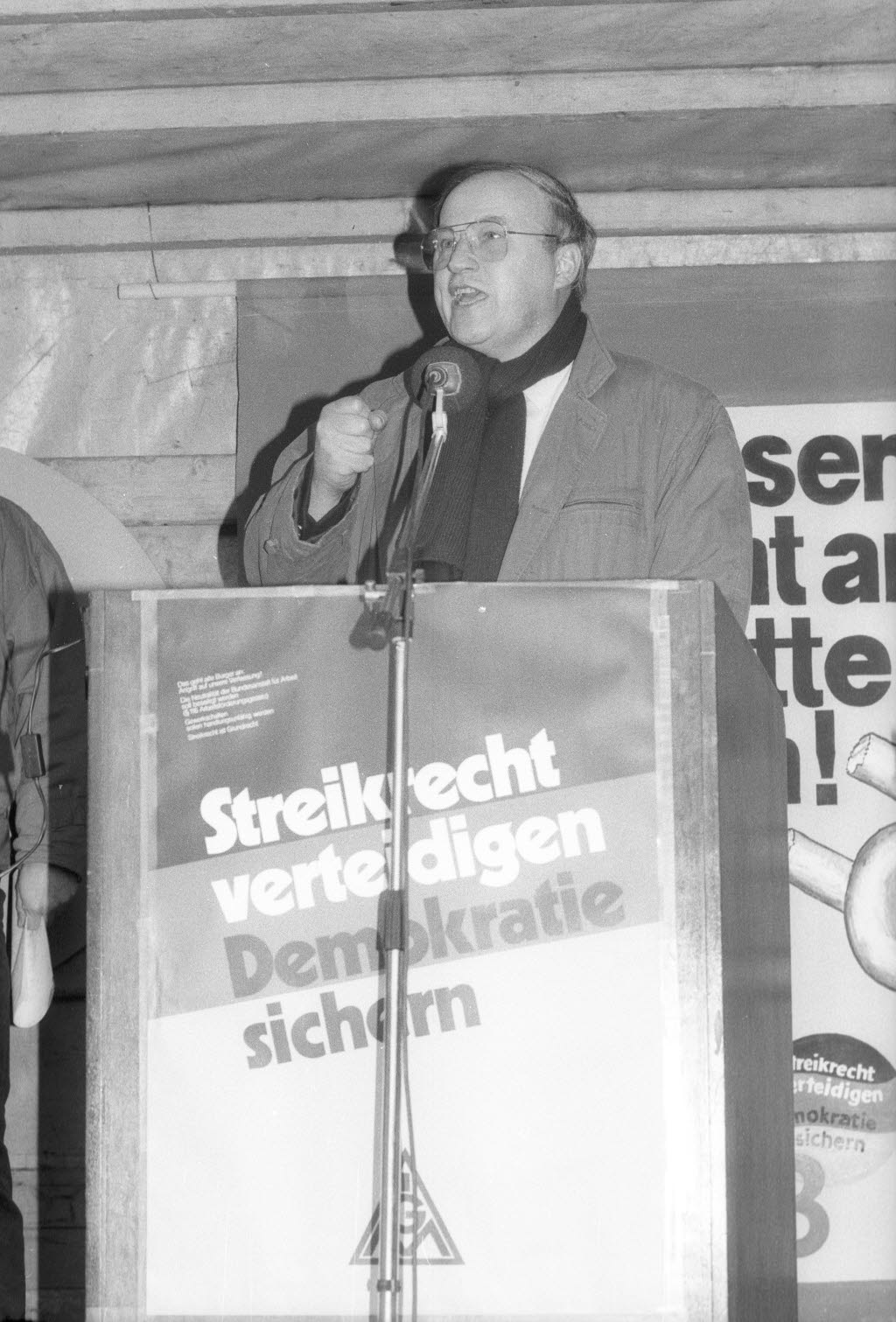
Günther Jansen (* 1936)

- Jansen, Hanna (* 1946), deutsche Kinder- und Jugendbuchautorin
- Jansen, Hans (1931–2019), niederländischer römisch-katholischer Priester und reformierter Theologe
- Jansen, Hans (1942–2015), niederländischer Arabist, Islamwissenschaftler und Kolumnist
- Jansen, Hans-Hermann (* 1960), deutscher Musiker
- Jansen, Hans-Jürgen (* 1941), deutscher Fußballspieler
- Jansen, Hans-Jürgen (* 1947), deutscher Mundartsänger und Liedschreiber
- Jansen, Harrie (* 1947), niederländischer Radrennfahrer
- Jansen, Harry August (1883–1955), US-amerikanischer Zauberkünstler
- Jansen, Heinrich (1876–1945), deutscher Landrat im Kreis Brilon
- Jansen, Heinz (1940–2018), deutscher Politiker (CDU), MdL
- Jansen, Helga (1950–2010), deutsche Sozialwirtin und Politikerin (SPD), MdBB
- Jansen, Henricus (1867–1921), niederländischer Grafiker, Lithograf, Illustrator, Maler, Zeichner, Designer, Pastellist, Wandmaler, Glasmaler und Radierer
- Jansen, Herman Ludin (1905–1986), norwegischer Theologe und Religionshistoriker
- Jansen, Hermann (1869–1945), deutscher Architekt, Stadtplaner und Hochschullehrer
- Jansen, Hermann (1877–1963), deutscher Fotograf und Verleger
- Jansen, Hermann (1904–1984), deutscher Geistlicher, Generalvikar und Domherr in Köln
- Jansen, Hermann (1931–2020), deutscher Politiker (SPD), MdL
- Jansen, Hilde (* 1914), deutsche Schauspielerin
- Jansen, Ine (* 1973), norwegische Filmschauspielerin und Theaterschauspielerin
- Jansen, Inge (* 1935), deutsche Ordensfrau der Missionsärztlichen Schwestern (MMS)
- Jansen, Jakob (1815–1892), deutscher Gutsbesitzer
- Jansen, Jan (* 1945), niederländischer Bahnradsportler
- Jansen, Jan Willem (* 1950), niederländischer Organist
- Jansen, Janine (* 1978), niederländische ViolinistinJanine Jansen (* 1978)

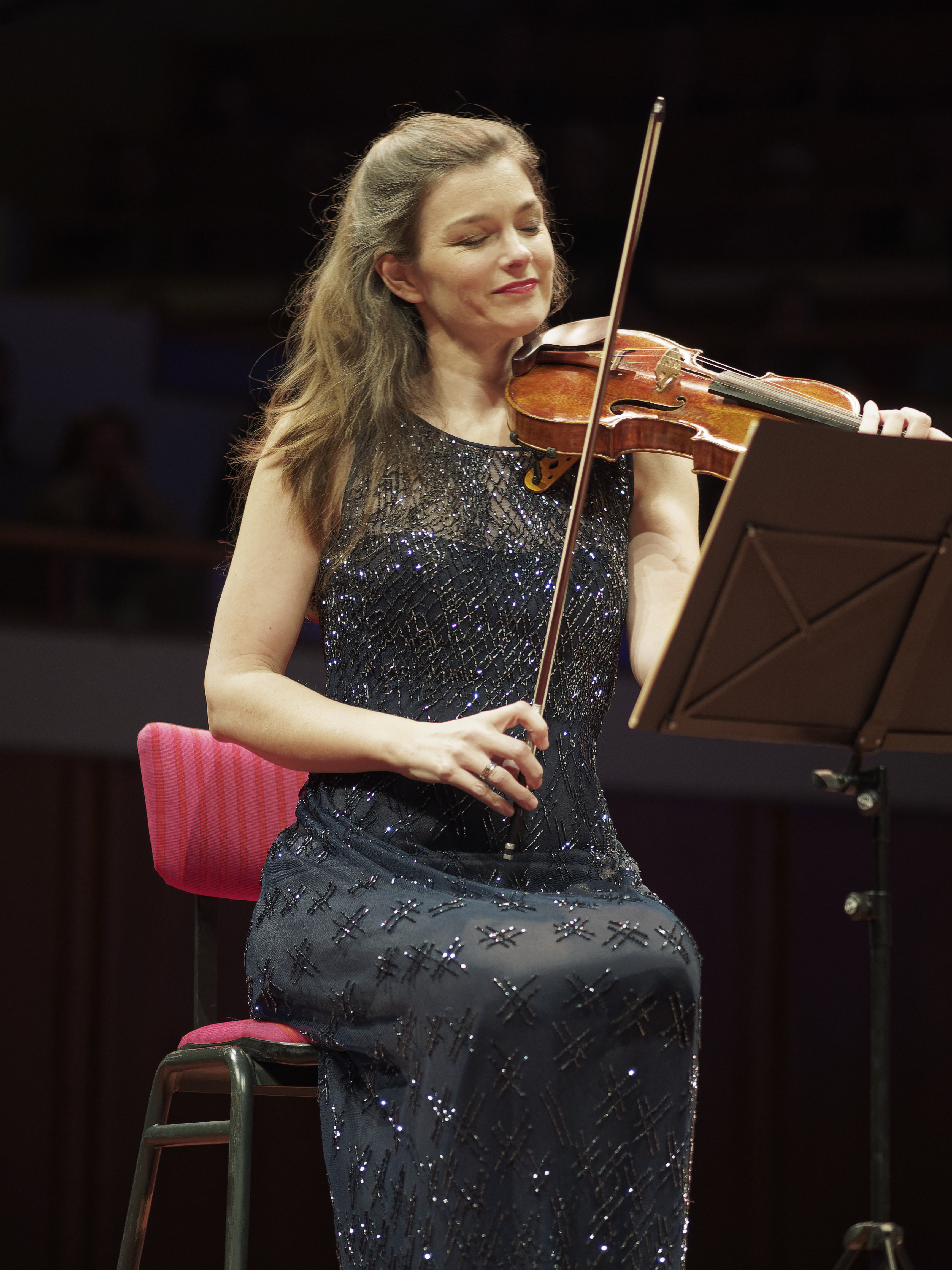
Janine Jansen (* 1978)

- Jansen, Janus Billeskov (* 1951), dänischer Filmeditor
- Jansen, Jean (1825–1849), deutscher Geometer, Revolutionär 1848/49
- Jansen, Joannes Coenraad (1840–1925), niederländischer Politiker
- Jansen, Johan (* 1989), niederländischer Fußballtorhüter
- Jansen, Johann Ferdinand (1758–1834), deutscher Historien- und Landschaftsmaler sowie Heimatdichter
- Jansen, Johannes (* 1966), deutscher Schriftsteller
- Jansen, Johannes Henricus Gerardus (1868–1936), niederländischer Geistlicher und Erzbischof von Utrecht
- Jansen, Jones Ralfy (* 1992), indonesischer Badmintonspieler
- Jansen, Josef (1909–1966), deutscher Diplomat
- Jansen, Joseph (1829–1905), deutscher Landschaftsmaler
- Jansen, Jürgen (* 1960), deutscher Fußballschiedsrichter
- Jansen, Karen (* 1971), deutsche Schauspielerin
- Jansen, Karl (1823–1894), deutscher Historiker und Lehrer
- Jansen, Karl (1908–1961), deutscher Gewichtheber
- Jansen, Karl (1914–2006), deutscher Leichtathlet
- Jansen, Karlheinz (1926–2017), deutscher Karnevalist und Büttenredner
- Jansen, Karlheinz (* 1943), deutscher Politiker (CDU), MdL
- Jansen, Katharine (* 1934), deutsche Schwimmerin
- Jansen, Katherine L. (* 1957), US-amerikanische Historikerin
- Jansen, Kevin (* 1992), niederländischer Fußballspieler
- Jansen, Klaus (1922–2008), deutscher Ordensgeistlicher, Abt von Engelszell
- Jansen, Klaus (* 1955), deutscher Gewerkschafter, Bundesvorsitzender des BDK und Kriminalbeamter beim BKA
- Jansen, Koen (* 2004), niederländischer Fußballspieler
- Jansen, Laura (* 1977), US-amerikanisch-niederländische Popsängerin
- Jansen, Laura (* 1994), deutsche TriathletinLaura Jansen (* 1994)

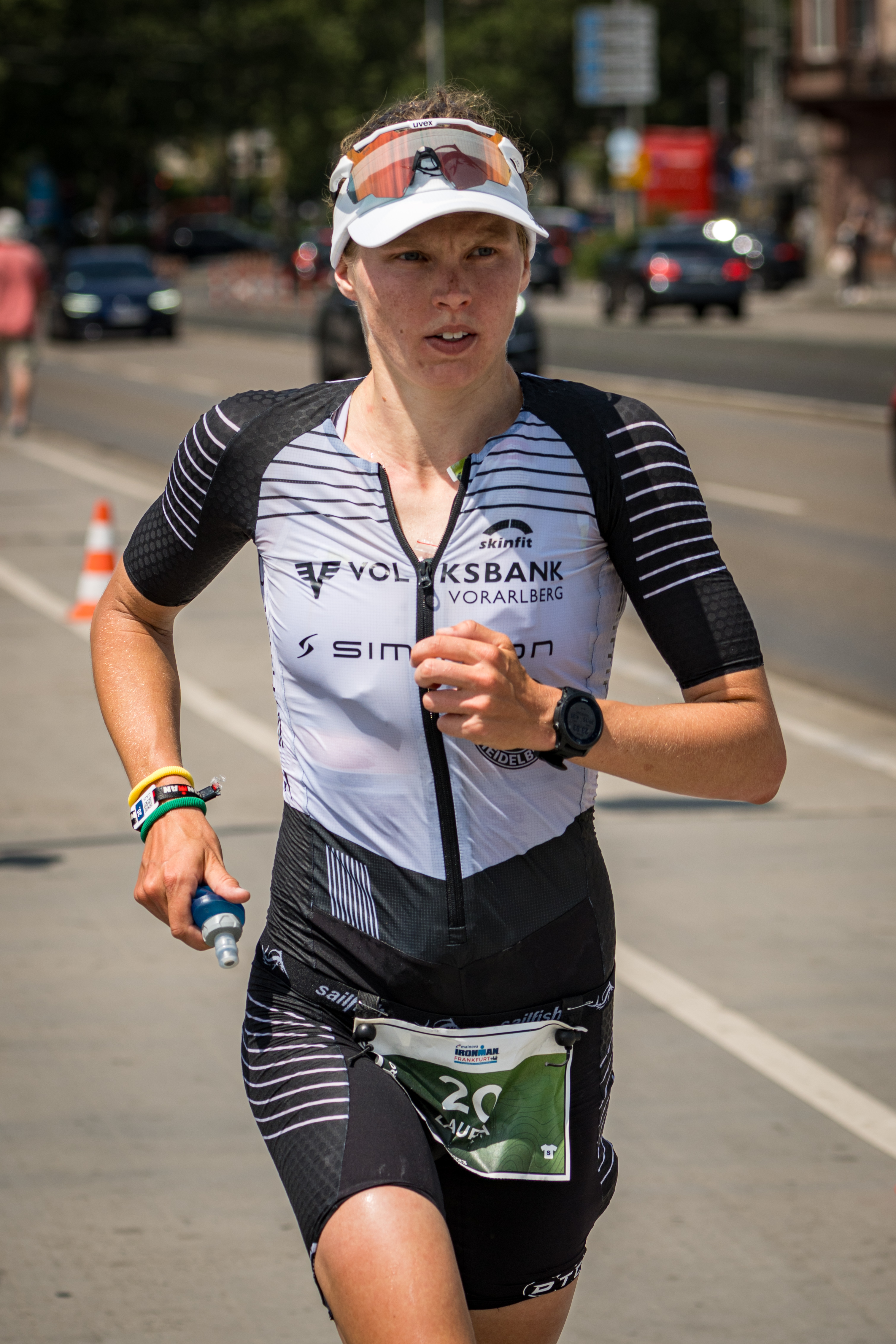
Laura Jansen (* 1994)

- Jansen, Leo (1934–2012), niederländischer Politiker und Nachhaltigkeitsforscher
- Jansen, Leonhard (1906–1997), deutschsprachiger Dichter und Schriftsteller
- Jansen, Lodewijk Antoon (1919–1988), belgischer Ordensgeistlicher und römisch-katholischer Bischof von Isangi
- Jansen, Lou (1900–1943), niederländischer Politiker und Widerstandskämpfer (CPN)
- Jansen, Louis (1915–2010), niederländischer Kommunalpolitiker
- Jansen, Ludger (* 1969), deutscher Philosoph
- Jansen, Luise (1835–1912), deutsche Landschaftsmalerin, Blumenmalerin und Stilllebenmalerin der Düsseldorfer Schule
- Jansen, Maarten (* 1952), niederländischer Archäologe und Altamerikanist
- Jansen, Mallory (* 1989), australische Schauspielerin
- Jansen, Manfred (1927–2002), deutscher Fußballspieler
- Jansen, Manfred (* 1956), deutscher Fußballspieler
- Jansen, Marcell (* 1985), deutscher FußballspielerMarcell Jansen (* 1985)

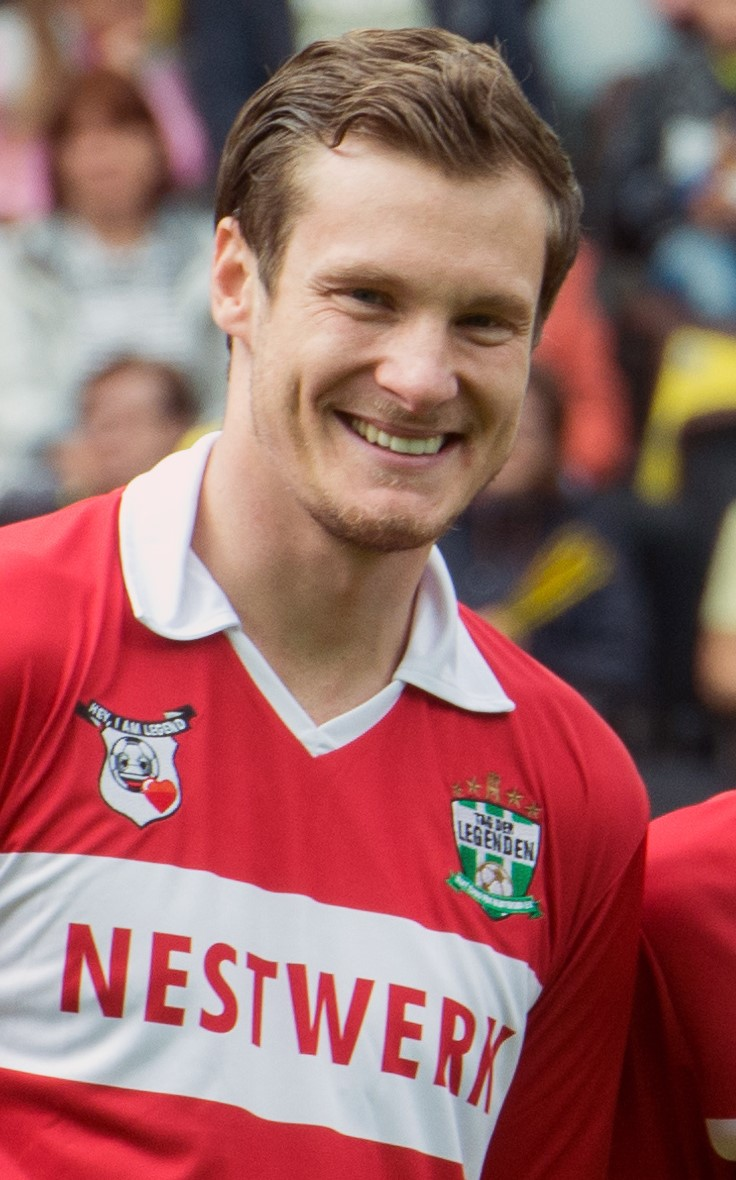
Marcell Jansen (* 1985)

- Jansen, Marco (* 2000), südafrikanischer Cricketspieler
- Jansen, Margrit (* 1947), deutsche Politikerin (SPD) und ehemalige Abgeordnete des Hessischen Landtags
- Jansen, Mark (* 1978), niederländischer Metalmusiker
- Jansen, Markus Maria (* 1957), deutscher Musiker
- Jansen, Martin (* 1944), deutscher Chemiker
- Jansen, Max (* 1993), deutscher Fußballspieler
- Jansen, Mechtild (* 1952), deutsche Autorin
- Jansen, Michael (* 1941), deutscher Beamter, Chef des Bundespräsidialamtes
- Jansen, Michael (1947–2022), deutscher Architekturhistoriker und Archäologe
- Jansen, Michael (* 1951), deutscher Künstler
- Jansen, Nico (* 1953), niederländischer Fußballspieler
- Jansen, Nikolaus (1880–1965), deutscher katholischer Theologe, Politiker und NS-Gegner
- Jansen, Nils (* 1967), deutscher Rechtshistoriker
- Jansen, Norbert, deutscher Basketballspieler
- Jansen, Pascal (* 1973), niederländischer Fußballtrainer
- Jansen, Paul (* 1950), deutscher Ministerialbeamter
- Jansen, Peter W. (1930–2008), deutscher Filmkritiker und -publizist
- Jansen, Peter-Erwin (* 1957), deutscher Publizist
- Jansen, Petra (* 1966), deutsche Sportpsychologin und Hochschullehrerin
- Jansen, Pierre (1930–2015), französischer Komponist
- Jansen, Quirin (1888–1953), deutscher Kommunalpolitiker (NSDAP), Oberbürgermeister von Aachen
- Jansen, Renate (* 1990), niederländische Fußballspielerin
- Jansen, Richard (1878–1941), deutscher Architekt
- Jansen, Robbie (1949–2010), südafrikanischer Musiker
- Jansen, Robert (* 1881), deutscher Journalist und Politiker (DDP), MdL
- Jansen, Ronald (* 1963), niederländischer Hockeyspieler
- Jansen, Ronja (* 1995), Schweizer Politikerin (SP)
- Jansen, Rudolf (1940–2024), niederländischer Pianist und Liedbegleiter
- Jansen, Sabine (* 1957), deutsche Politikerin (SPD), MdHB
- Jansen, Scarlett (* 1988), deutsche Rechtswissenschaftlerin
- Jansen, Sophie (1862–1942), deutsche Schriftstellerin und Armenpflegerin
- Jansen, Stefan (* 1972), niederländischer Fußballspieler
- Jansen, Stephan A. (* 1971), deutscher Ökonom
- Jansen, Steve (* 1959), englischer Schlagzeuger, Percussionist, Komponist und Musikproduzent
- Jansen, Theo (* 1948), niederländischer Künstler
- Jansen, Thomas (* 1939), deutscher Politikwissenschaftler und Politiker (CDU)
- Jansen, Thorsten Gerhard (1967–2023), deutscher Aktivist
- Jansen, Timothy J. (* 1964), US-amerikanischer Komponist, Organist, Pianist und Musikpädagoge
- Jansen, Tom (* 1998), deutsch-niederländischer Handballspieler
- Jansen, Torsten (* 1976), deutscher HandballspielerTorsten Jansen (* 1976)

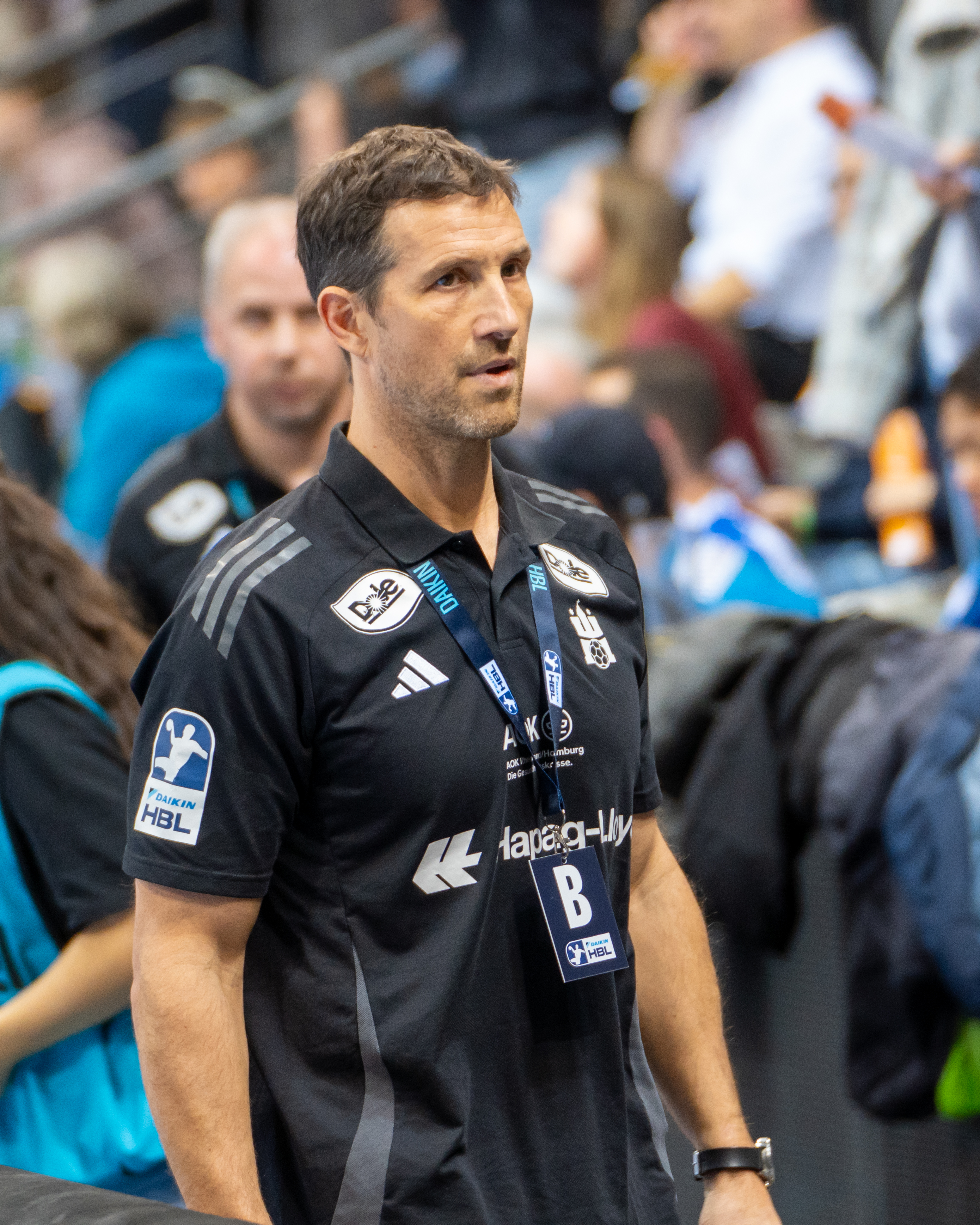
Torsten Jansen (* 1976)

- Jansen, Ulli (1931–2006), deutscher Eishockeyspieler
- Jansen, Volker (* 1970), deutscher Feuerwehrmann und Sportler
- Jansen, Walter (1899–1969), deutscher Landwirt und Politiker (CDU), MdL
- Jansen, Walter (1923–2004), deutscher Weihbischof
- Jansen, Walter (1938–2025), deutscher Chemiker und Chemiedidaktiker
- Jansen, Walther (1897–1959), Mitbegründer des Deutschen Pfadfinderbundes
- Jansen, Werner (1890–1943), deutscher Schriftsteller und Arzt
- Jansen, Wilhelm (1866–1943), deutscher Verbandsfunktionär
- Jansen, Wilhelm (1888–1942), deutscher römisch-katholischer Buchdrucker und Märtyrer
- Jansen, Wim (1946–2022), niederländischer FußballspielerWim Jansen (1946–2022)

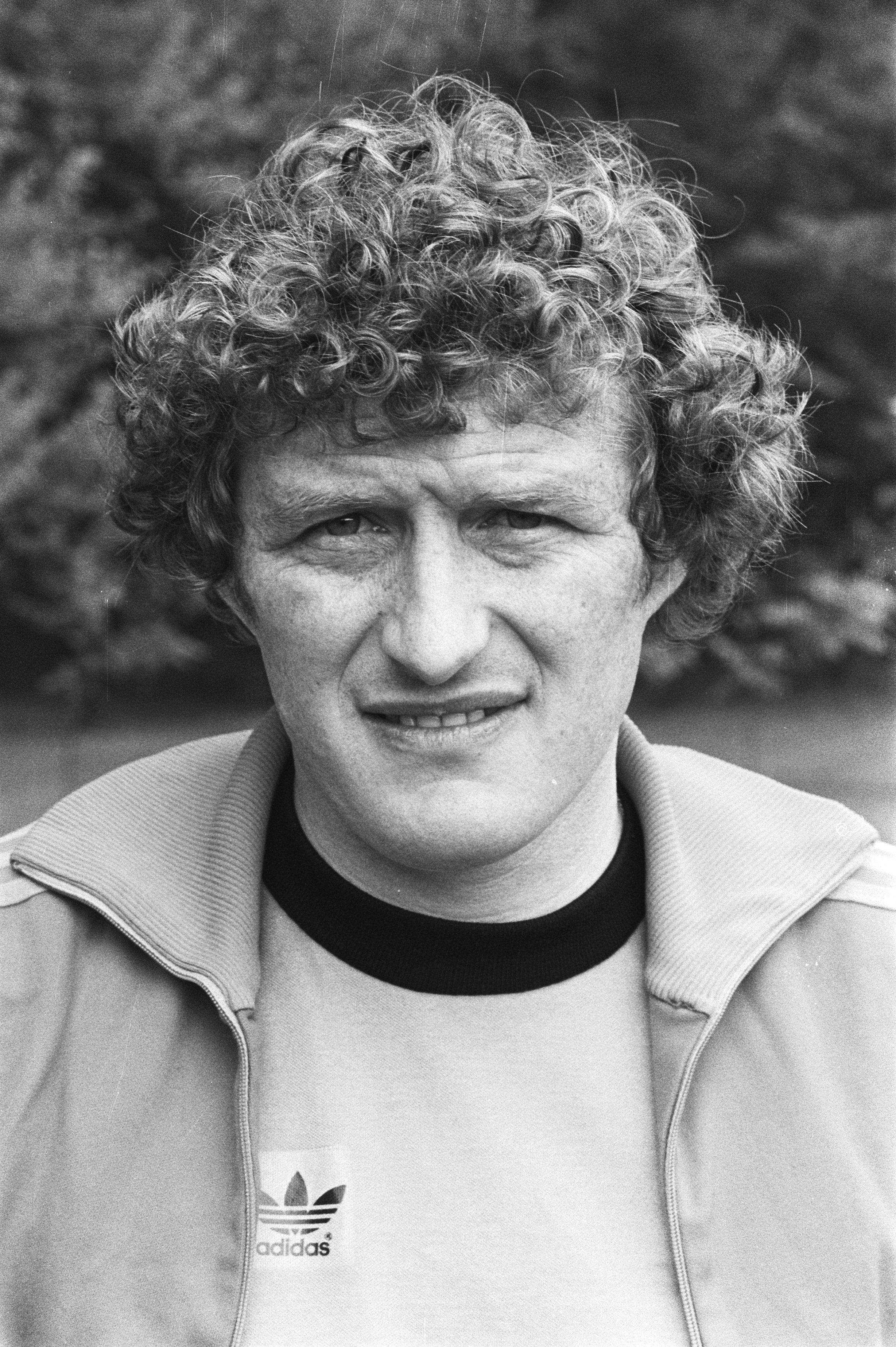
Wim Jansen (1946–2022)

- Jansen, Winfried (1935–2024), deutscher Architekt und Hochschullehrer
- Jansen, Wolfgang (1938–1988), deutscher Schauspieler
- Jansen, Wolfgang (* 1951), deutscher Theaterwissenschaftler, Autor und Kulturmanager
- Jansen, Yibbi (* 1999), niederländische Hockeyspielerin
- Jansen, Yves (* 1952), Schweizer Theaterregisseur, Schauspieler und Autor
- Jansen, Yvon (* 1972), deutsche Schauspielerin, Sängerin und Hörspielsprecherin
- Jansen-Schulz, Bettina (* 1950), deutsche Hochschuldidaktikerin und Genderexpertin
- Jansen-Winkeln, Ernst (1904–1992), deutscher Kirchenkünstler
- Jansen-Winkeln, Karl (* 1955), deutscher Ägyptologe
- Jansena, Karīna (* 2006), lettische Hammerwerferin
- Janser, Max (* 1943), Schweizer Radrennfahrer
- Janser, Peter (1878–1959), deutscher katholischer Priester, Steyler Missionar, Apostolischer Präfekt von Indore, Indien

### Jansh
- Janshen, Doris (1946–2009), deutsche Soziologin
- Janshen, Heinz (* 1934), deutscher Offizier, zuletzt Generalmajor
- Janshen, Rolf (* 1949), deutscher Manager
- Janshindulam, Mungonzazal (1972–2007), mongolische Pianistin

### Jansi
- Jansik, Szilárd (* 1994), ungarischer Wasserballspieler
- Jansing, Thomas, deutscher Journalist

### Jansk
- Jánská, Viktorie (* 2006), tschechische Leichtathletin
- Jansky, Herbert (1898–1981), österreichischer Islamwissenschaftler und Turkologe
- Janský, Jan (1873–1921), tschechischer Psychiater und Neurologe, Entdecker der vier Blutgruppen
- Jansky, Karl Guthe (1905–1950), amerikanischer Physiker und Radioingenieur, welcher 1932 entdeckte, dass die Milchstraße Radiostrahlung emittiert
- Janský, Pavel (1929–2006), tschechischer Dichter, Journalist und Übersetzer

### Jansm
- Jansma, Sijtse (1898–1977), niederländischer Tauzieher

### Janso
- Janson, Alban (* 1948), deutscher Architekt und Hochschullehrer
- Janson, Alfred (1937–2019), norwegischer Komponist, Pianist und Akkordeonist
- Janson, Anton (1620–1687), Stempelschneider und Schriftgießer
- Janson, August von (1844–1917), preußischer General der Infanterie
- Janson, Carl-Heinz (1931–2015), deutscher Politiker (SED), Funktionär im Zentralkomitee der SED
- Janson, Claes (* 1947), schwedischer Jazz-, Blues- und Balladensänger
- Janson, Erik (* 1967), deutscher Komponist
- Janson, Ernest A. (1878–1930), Veteran des United States Marine Corps
- Janson, Fritz (1885–1946), deutscher Kommunalpolitiker
- Janson, Gerd (* 1977), deutscher Techno- und House-DJ sowie Labelbetreiber und MusikjournalistGerd Janson (* 1977)

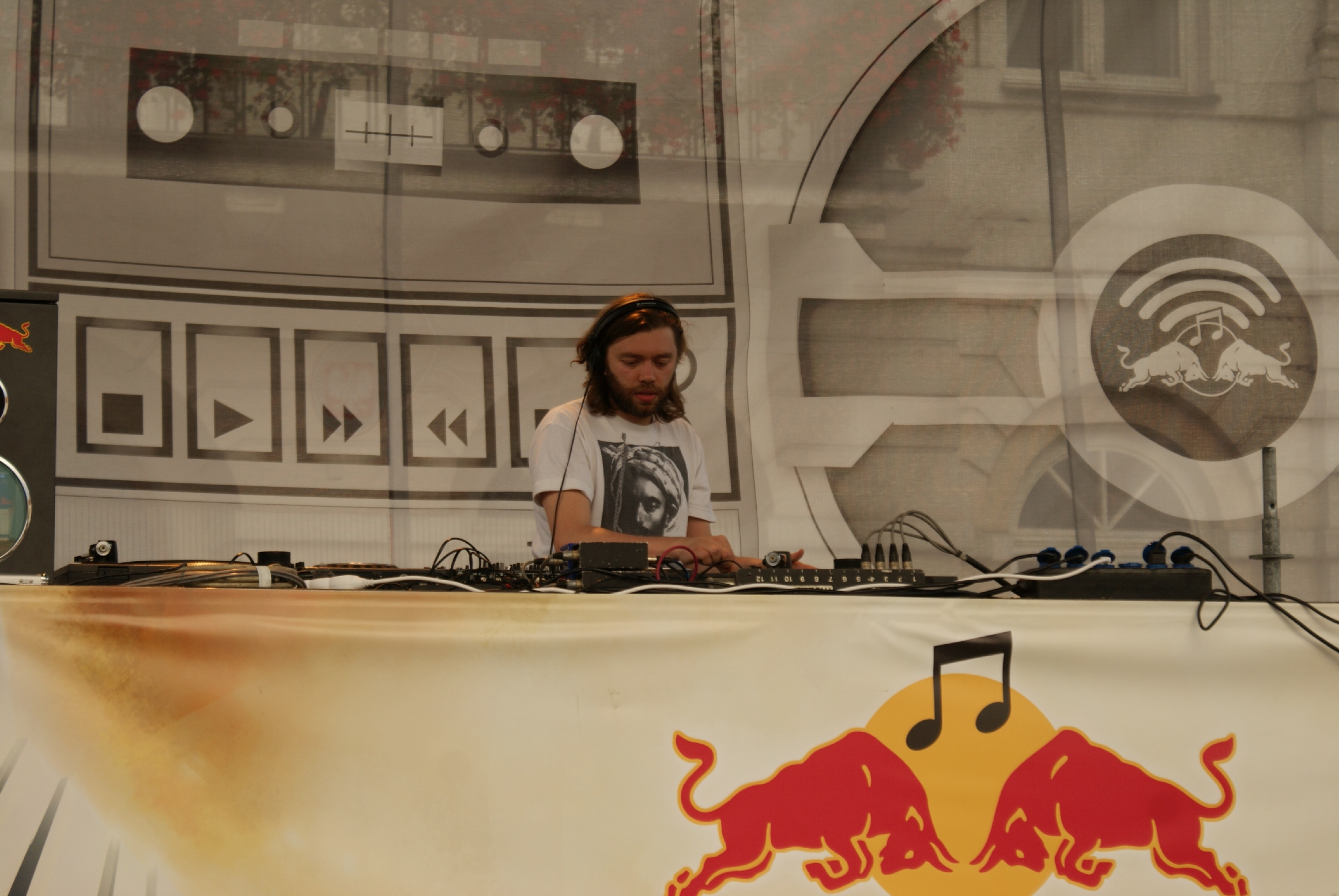
Gerd Janson (* 1977)

- Janson, Gerhard von (1881–1961), deutscher Offizier und politischer Aktivist
- Janson, Gustav Ludwig (1710–1788), lutherischer Theologe und oldenburgischer Superintendent
- Janson, Hans (1880–1949), deutscher Schriftsteller
- Janson, Harald (* 1969), deutscher Basketballtrainer
- Janson, Heinrich (1869–1940), deutscher Politiker (DVP), MdR
- Janson, Horst (1935–2025), deutscher SchauspielerHorst Janson (1935–2025)

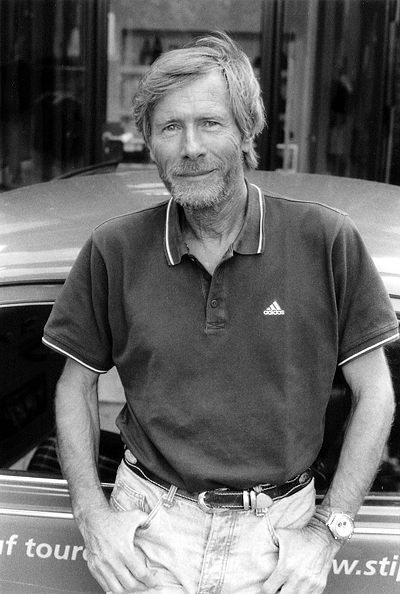
Horst Janson (1935–2025)

- Janson, Horst W. (1913–1982), deutsch-amerikanischer Kunsthistoriker
- Janson, Ida (1847–1923), deutsche Pädagogin
- Janson, Jean (1823–1895), deutscher Gutsbesitzer und Politiker (NLP), MdR
- Janson, Jean-Baptiste (1742–1803), französischer Cellist und Komponist der Klassik
- Janson, Jillian (* 1995), US-amerikanische Pornodarstellerin
- Janson, Johann Philipp (1707–1758), katholischer Priester im Erzbistum Mainz
- Janson, Johannes Ludwig (1849–1914), deutscher Veterinärmediziner
- Janson, Jonathan (1930–2015), britischer Segler
- Janson, Klaus (* 1952), US-amerikanischer Comiczeichner
- Janson, Kristofer (1841–1917), norwegischer Schriftsteller
- Janson, Len, US-amerikanischer Autor, Drehbuchautor, Animator, Filmproduzent, Filmregisseur und Storyeditor
- Janson, Lucas (* 1990), deutscher Schauspieler
- Janson, Lucas (* 1994), argentinischer Fußballspieler
- Janson, Marguerite (1904–1980), Schweizer Schriftstellerin und Übersetzerin
- Janson, Marie (1873–1960), belgische Senatorin
- Janson, Martin von (1887–1945), deutscher Konsularbeamter
- Janson, Oskar (1919–2011), deutscher Manager
- Janson, Paul (1840–1913), belgischer liberaler Politiker
- Janson, Paul-Émile (1872–1944), belgischer Politiker und Premierminister
- Janson, Peter (* 1960), schwedischer Jazz- und Improvisationsmusiker (Kontrabass, Komposition)
- Janson, Sarah-Jane (* 1984), deutsche Schauspielerin
- Janson, Simone (* 1976), deutsche Autorin, Bloggerin und Verlegerin
- Janson, Trixi (* 2005), deutsche Schauspielerin
- Janson, Uwe (* 1959), deutscher Regisseur und Drehbuchautor
- Janson, Victor (1884–1960), deutscher Schauspieler und RegisseurVictor Janson (1884–1960)

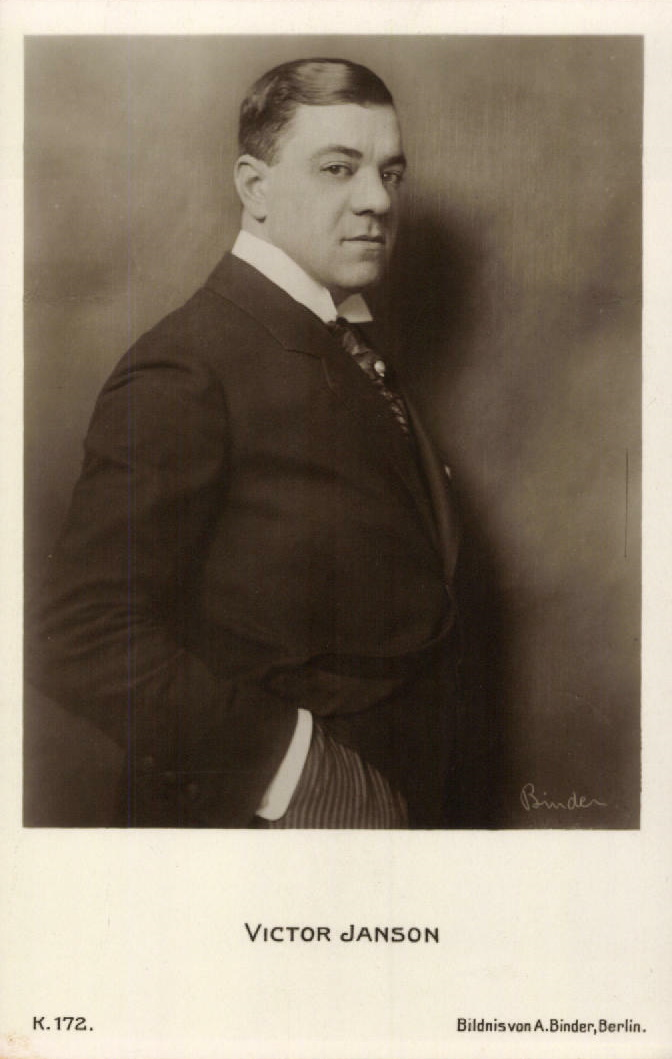
Victor Janson (1884–1960)

- Janson, Walter (* 1953), deutscher Journalist und Fernsehmoderator
- Jansone, Patrīcija (* 2005), lettische Hochspringerin
- Jansong, Joachim (1941–2022), deutscher Grafiker und Fotografiker
- Jansons, Arvīds (1914–1984), lettischer Dirigent
- Jansons, Mariss (1943–2019), lettischer DirigentMariss Jansons (1943–2019)

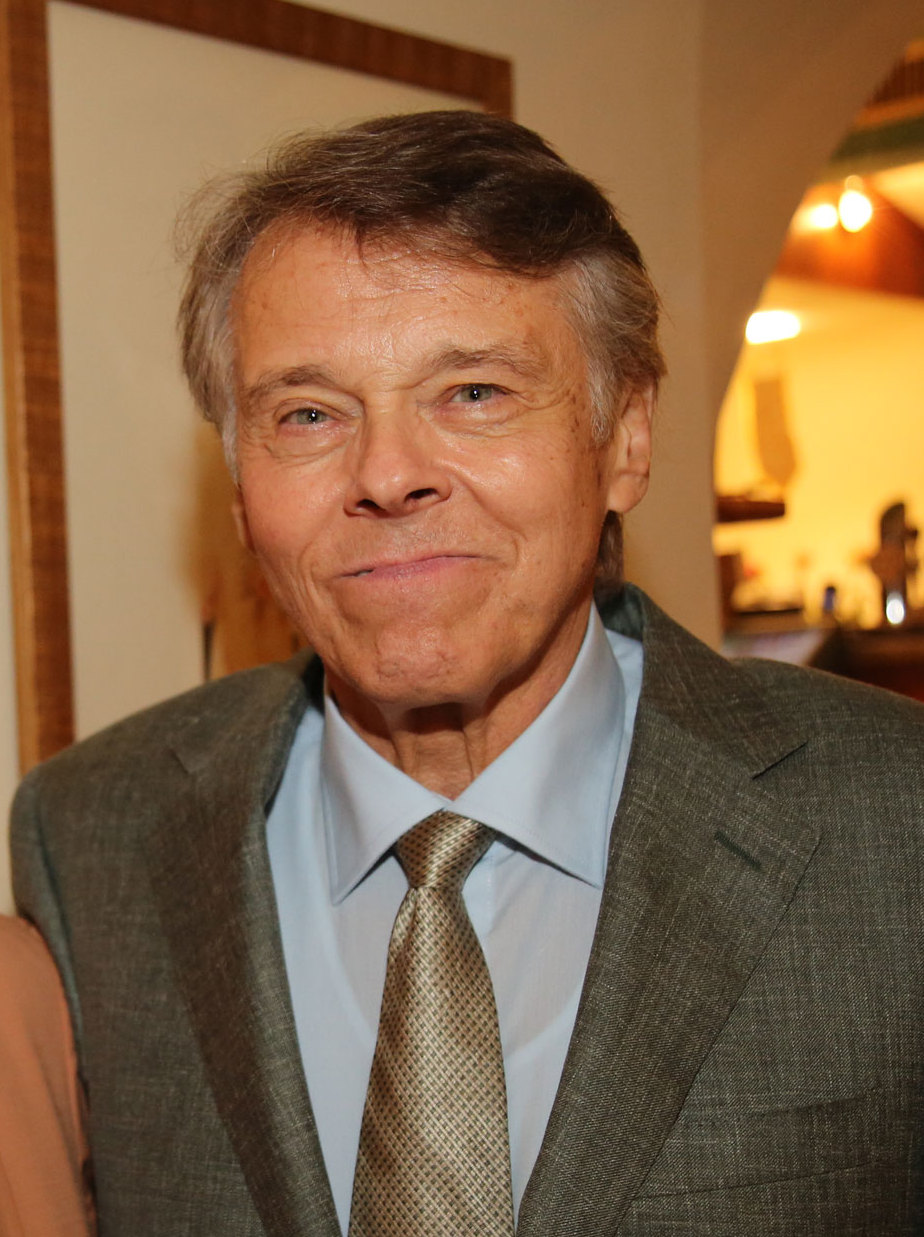
Mariss Jansons (1943–2019)

- Jansons, Valters (* 2004), lettischer Hochspringer

### Jansr
- Jansrud, Kjetil (* 1985), norwegischer Skirennläufer

### Janss
- Janssen, Adolf (1916–2004), deutscher SS-Hauptsturmführer
- Janssen, Albert (* 1939), deutscher Jurist und Hochschullehrer
- Janssen, Albert-Edouard (1883–1966), belgischer Politiker
- Janssen, Albrecht (1886–1972), deutscher Schriftsteller und Übersetzer
- Janssen, Alfred (1865–1935), deutscher Verleger
- Janßen, Anna (* 2001), deutsche Sportschützin
- Janssen, Anne (* 1982), deutsche Politikerin (CDU), MdB
- Janssen, Anneke, deutsche Drehbuchautorin
- Janssen, Arnold (1837–1909), deutscher Missionar und Ordensgründer
- Janssen, Bart Jan (* 1983), belgischer Volleyballspieler und -trainer
- Janssen, Cam (* 1984), US-amerikanischer Eishockeyspieler
- Janssen, Camille (1837–1926), belgischer Jurist und Generalgouverneur
- Janssen, Carl (1813–1884), dänischer Missionar in Grönland, Hochschulleiter, Autor und Pastor
- Janssen, Claudia (* 1966), deutsche Neutestamentlerin
- Janssen, Cornelia, deutsche Kamerafrau
- Janssen, Cuny (* 1975), niederländische Fotografin
- Janssen, David (1931–1980), US-amerikanischer Filmschauspieler
- Janssen, Dietmar (* 1966), deutscher Fußballspieler
- Janssen, Dominique (* 1995), niederländische Fußballspielerin
- Janssen, Famke (* 1964), niederländische SchauspielerinFamke Janssen (* 1964)

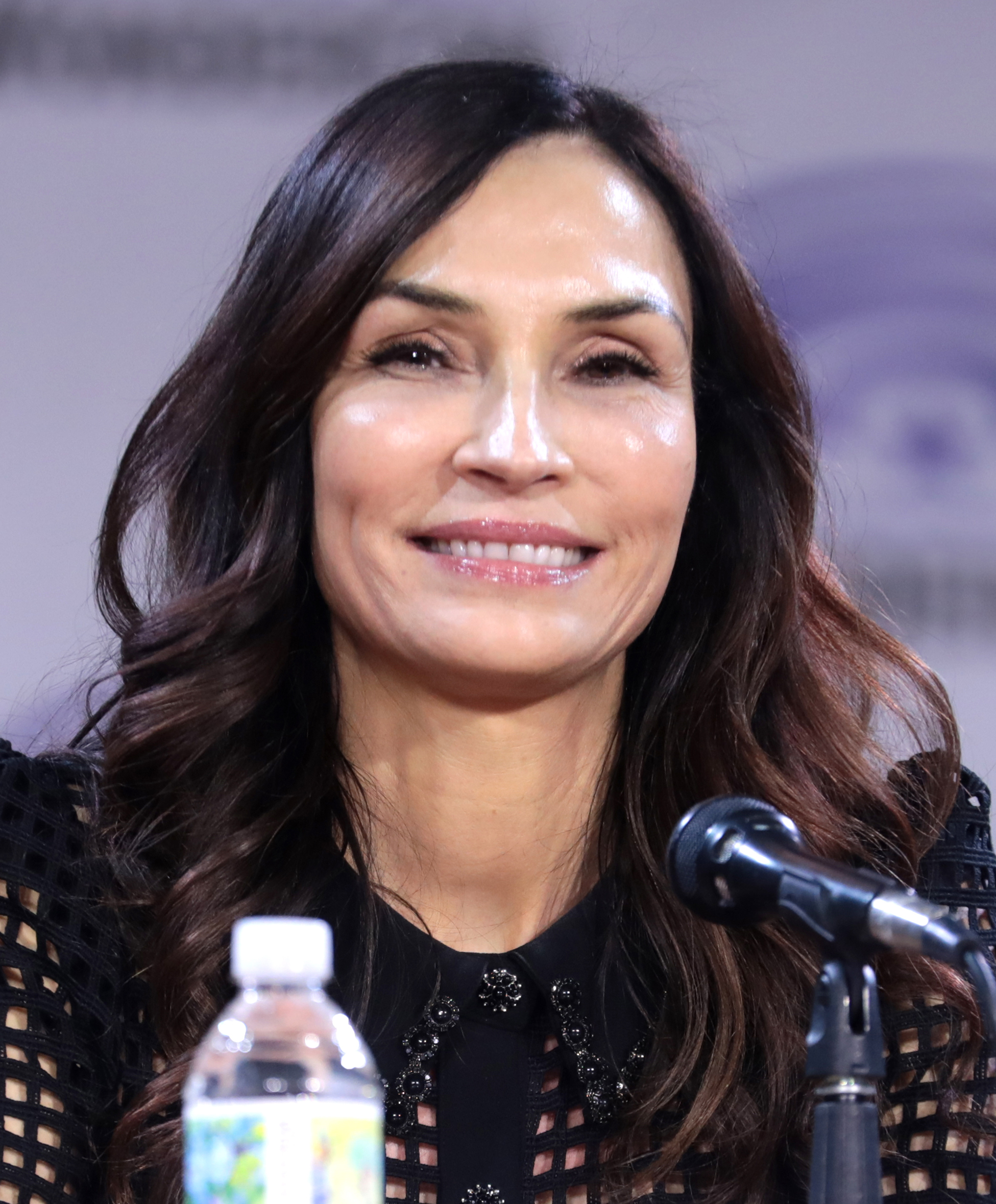
Famke Janssen (* 1964)

- Janssen, Friedrich (1874–1959), deutscher Politiker (DNVP), MdL
- Janssen, Friedrich (1884–1959), deutscher Politiker (CDU), Oberbürgermeister von Osnabrück
- Janssen, Friedrich (1887–1956), deutsches Vorstandsmitglied der Friedrich Krupp AG
- Janssen, Friedrich (* 1935), deutscher Theologe
- Janssen, Friedrich Carl (* 1944), deutscher Banker
- Janssen, Gabriele (* 1964), deutsche Autorin
- Janssen, Gerd Sieben (1802–1899), deutscher Orgelbauer
- Janssen, Gerhard (1863–1931), deutscher Maler
- Janssen, Gerhard Harmannus (1914–2005), deutscher Kunstmaler
- Janssen, Gerold (1923–2012), deutscher Naturschutz-Aktivist
- Janssen, Giel (* 1951), niederländischer Politiker der VVD
- Janssen, Gina (* 1953), deutsch-dänische Schauspielerin, Pornodarstellerin und Nacktmodell
- Janssen, Gustav-Adolf (1915–1978), deutscher U-Boot-Kommandant und Kapitän zur See der Bundesmarine
- Janssen, Guus (* 1951), niederländischer Komponist, Pianist und Cembalo-Spieler
- Janßen, Hans (1918–2001), deutscher Politiker (CDU), MdL
- Janßen, Hans (1924–2011), deutscher Politiker (SPD), MdL
- Janssen, Hans Otto (1924–1995), deutscher Grafiker, Zeichner und Maler
- Janßen, Hans-Gerd (* 1950), deutscher katholischer Theologe
- Janßen, Hans-Joachim (* 1960), deutscher Politiker (Bündnis 90/Die Grünen)
- Janssen, Heinrich (1856–1938), deutscher Kupferschmied und Mundartdichter
- Janßen, Heinrich (1899–1941), deutscher Politiker (DDP, NSDAP)
- Janssen, Heinrich (1900–1979), deutscher Unternehmer und Politiker (DP)
- Janssen, Heinrich (1932–2021), deutscher katholischer Weihbischof
- Janssen, Heinrich Maria (1907–1988), deutscher Geistlicher, Bischof von Hildesheim
- Janssen, Heinz (1923–2002), deutscher Fußballspieler
- Janssen, Heinz (1932–2019), deutscher Politiker (SPD), MdL
- Janßen, Helge (* 1939), deutscher Sachbuch- und Romanautor
- Janßen, Helmut (1910–1992), deutscher Verwaltungsjurist, Oberkreisdirektor des Landkreises Rotenburg
- Janssen, Hendrikus Hubertus (1910–1982), niederländischer Politiker, Altphilologe und Hochschullehrer
- Janssen, Henk (1890–1969), niederländischer Tauzieher
- Janssen, Henry (1866–1948), deutschamerikanischer Textilmaschinen-Unternehmer
- Janssen, Herbert (1892–1965), deutscher Opernsänger (Bariton)
- Janssen, Hinrich (1697–1737), deutscher Bauer und Lyriker
- Janssen, Holger (* 1951), deutscher Journalist, Musiker, Kabarettist, Radiomoderator und niederdeutscher Autor
- Janssen, Horst (* 1929), deutscher Oberst im Ministerium für Staatssicherheit (MfS) der DDR
- Janssen, Horst (1929–1995), deutscher Zeichner und GrafikerHorst Janssen (1929–1995)

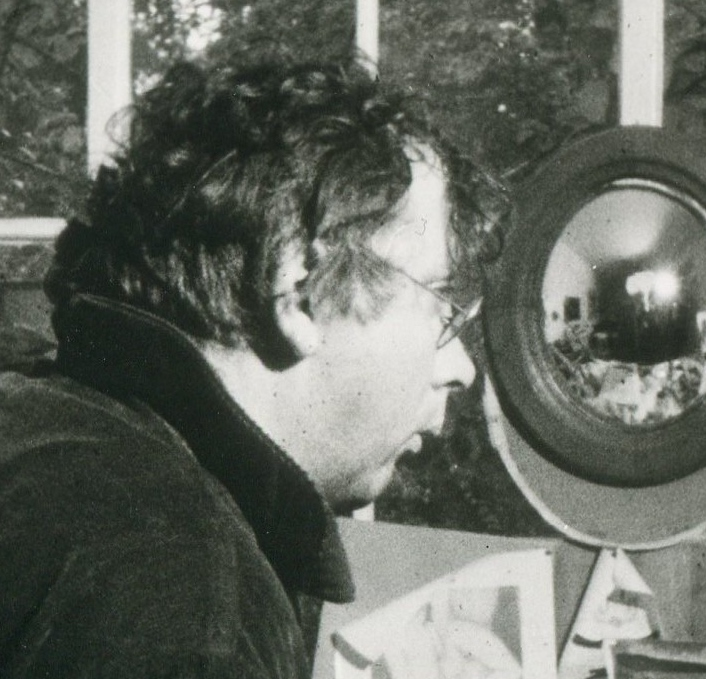
Horst Janssen (1929–1995)

- Janssen, Horst Werner (1933–2017), deutscher Kapitän und Reeder
- Janssen, Hubert (1927–2025), deutscher Priester
- Janssen, Huub (1937–2008), niederländischer Jazz-Drummer
- Janssen, Inge (* 1989), niederländische Ruderin
- Janßen, Isabel (* 1981), deutsche Fußballspielerin
- Janssen, Jan (* 1940), niederländischer RadrennfahrerJan Janssen (* 1940)

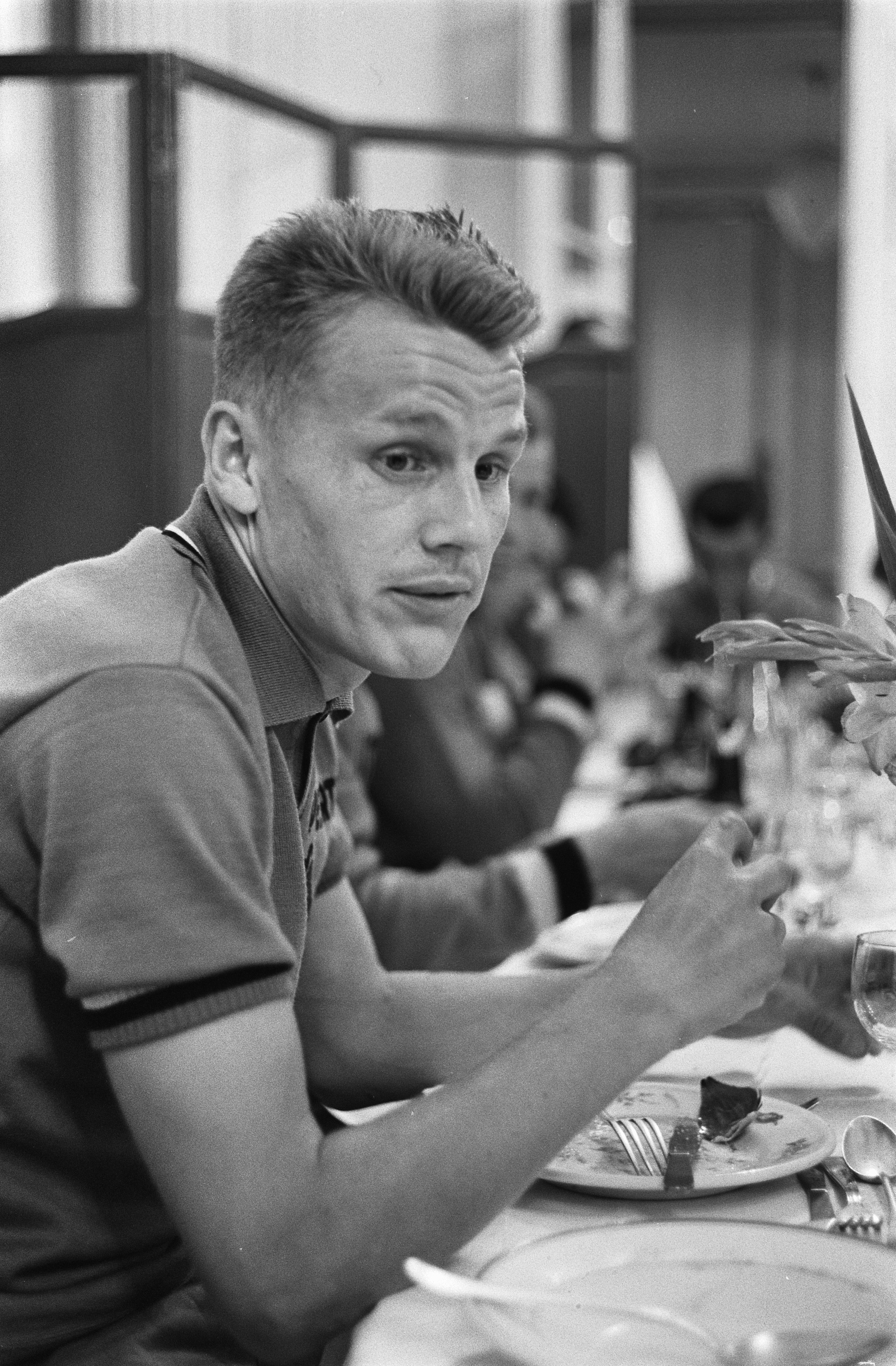
Jan Janssen (* 1940)

- Janssen, Jan (* 1963), deutscher evangelisch-lutherischer Theologe
- Janssen, Jan Jakobs (1925–1970), deutscher Pilot
- Janssen, Jan-Peters (1937–2017), deutscher Sportpsychologe und Autor
- Janssen, Jann-Peter (1945–2022), deutscher Politiker (SPD), MdB
- Janssen, Jean-Paul (1940–1986), französischer Kameramann und Dokumentarfilmer
- Janssen, Jip (* 1997), niederländischer Hockeyspieler
- Janßen, Johann (1895–1983), deutscher Politiker (SPD), Oberbürgermeister in Wilhelmshaven
- Janssen, Johann Anton Rudolph (1767–1849), deutscher evangelisch-lutherischer Geistlicher, Philosoph und Schriftsteller
- Janssen, Johann Peter Theodor (1844–1908), deutscher Maler
- Janssen, Johannes (1829–1891), deutscher katholischer Priester und Historiker
- Janssen, Johannes (1868–1951), deutscher Politiker (DNVP), MdL
- Janssen, John (1835–1913), deutsch-amerikanischer Geistlicher und römisch-katholischer Bischof von Belleville
- Janßen, Josef (1881–1966), deutscher katholischer Geistlicher
- Janssen, Jules (1824–1907), französischer Astronom
- Janssen, Julia (1900–1982), deutsch-österreichische Schauspielerin
- Janssen, Julian (* 1993), deutscher Journalist, Moderator und SynchronsprecherJulian Janssen (* 1993)

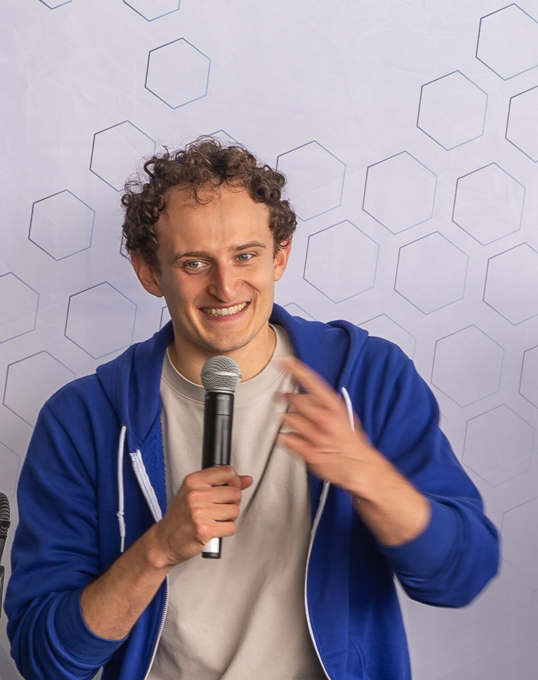
Julian Janssen (* 1993)

- Janßen, K. A. (* 1937), deutscher Künstler
- Janssen, Karl (1855–1927), deutscher Bildhauer
- Janßen, Karl-Heinz (1930–2013), deutscher Journalist und Historiker
- Janssen, Kurd (1881–1953), preußischer Verwaltungsjurist und Landrat
- Janssen, Lonneke (* 1976), niederländische Badmintonspielerin
- Janssen, Maarten (* 1962), niederländischer Ökonom
- Janssen, Magda (1874–1946), deutsche Schriftstellerin und literarische Übersetzerin
- Janssen, Marek (* 1997), deutscher Fußballspieler
- Janssen, Marie (1876–1970), deutsche Bildhauerin, Keramikerin, Puppenspielerin
- Janssen, Marjolijne C., niederländische Neogräzistin
- Janssen, Mark (* 1992), niederländischer Fußballspieler
- Janßen, Markus (* 1965), deutscher Minigolfspieler
- Janßen, Martina (* 1971), deutsche evangelische Theologin und Hochschullehrerin
- Janssen, Miek (1890–1953), niederländische Autorin und Malerin
- Janßen, Nelson (* 1990), deutscher Politiker (Die Linke), MdBB
- Janßen, Nina (* 1972), deutsche Klarinettistin
- Janßen, Olaf (* 1966), deutscher Fußballspieler und -trainerOlaf Janßen (* 1966)

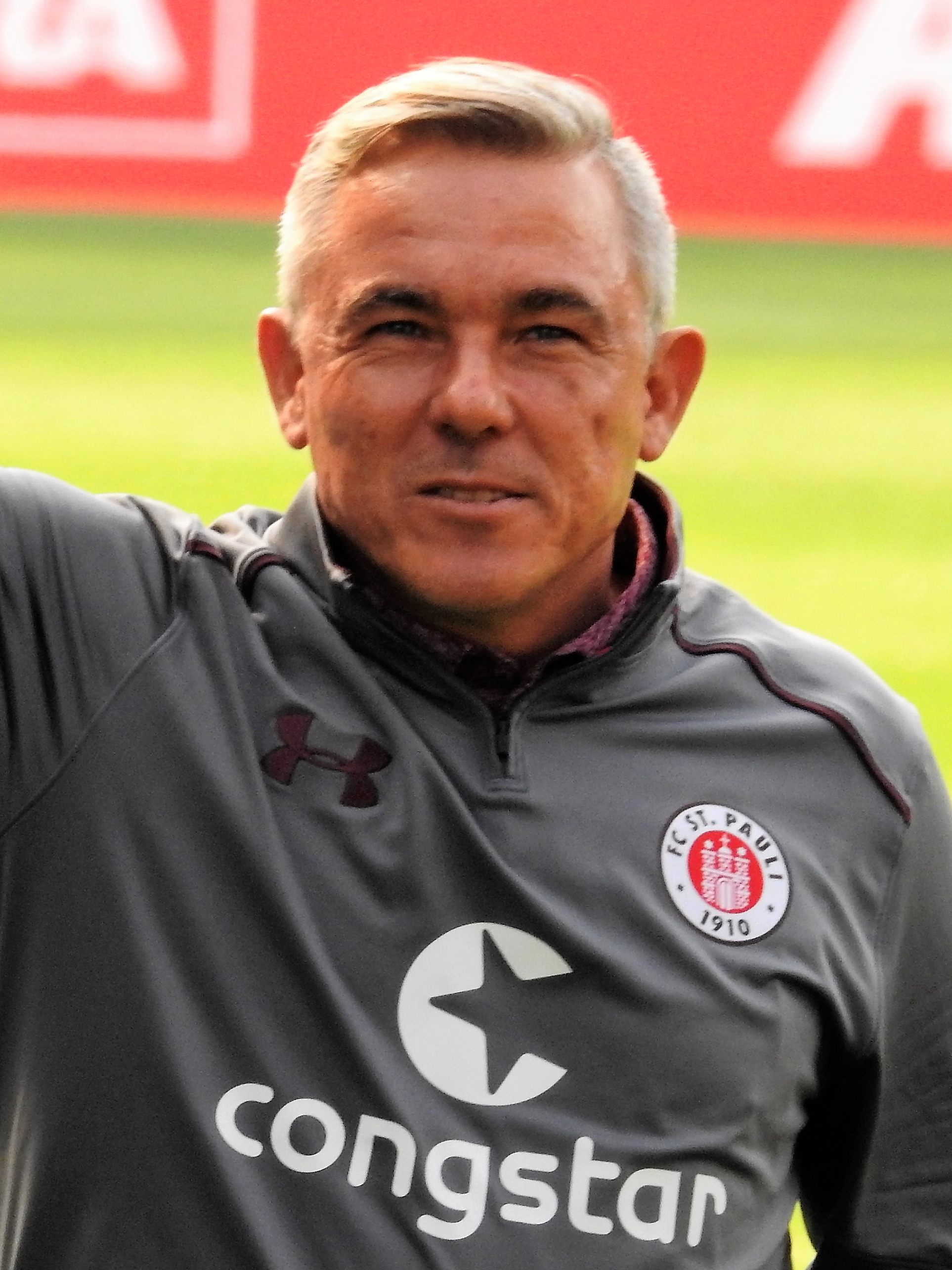
Olaf Janßen (* 1966)

- Janssen, Otto (1883–1967), deutscher Philosoph
- Janssen, Paul (1926–2003), belgischer Pharmaunternehmer
- Janssen, Peter (1874–1947), deutscher Urologe, Chirurg, Leiter einer Privatklinik und Lehrer der Medizinischen Akademie Düsseldorf
- Janssen, Peter (1906–1979), deutscher Maler
- Janssen, Raymond, niederländischer Pianist und Dirigent
- Janssen, Remmer (1850–1931), evangelisch-lutherischer Pastor in Strackholt, Ostfriesland und ostfriesischer Erweckungsprediger
- Janssen, René (* 1959), niederländischer Materialwissenschaftler
- Janssen, Richard (* 1961), niederländischer Songwriter, Sänger und Gitarrist
- Janssen, Robert (1931–2019), niederländischer klinischer Psychologe und Indologe
- Janssen, Ruud (* 1959), niederländischer Maler
- Janssen, Ruud (* 1979), niederländischer Schachspieler
- Janssen, Sigurd (1891–1968), deutscher Arzt, Pharmakologe und Hochschullehrer
- Janssen, Sjef (1919–2014), niederländischer Radrennfahrer
- Janssen, Susanne (* 1965), deutsche Buchillustratorin und Malerin
- Janssen, Tamme Weyert Theodor (1816–1894), deutscher Maler, Zeichner und Kupferstecher
- Janssen, Theo (* 1981), niederländischer Fußballspieler
- Janssen, Theodor (1846–1886), deutscher Architekt und Lehrer an der Kunstgewerbeschule Düsseldorf
- Janssen, Thiemo (* 1966), deutscher Organist und Kirchenmusiker
- Janssen, Thierry (* 1962), belgischer Therapeut, Chirurg, Urologe und Autor
- Janssen, Tim (* 1986), niederländischer Fußballspieler
- Janßen, Udo (* 1967), deutscher Arzt und Manager
- Janssen, Ulfert (1878–1956), deutscher Bildhauer
- Janßen, Ulrike (* 1976), deutsche Fußballspielerin
- Janssen, Victor Emil (1807–1845), deutscher Maler
- Janssen, Vincent (* 1994), niederländischer Fußballspieler
- Janssen, Walter (1887–1976), deutscher SchauspielerWalter Janssen (1887–1976)

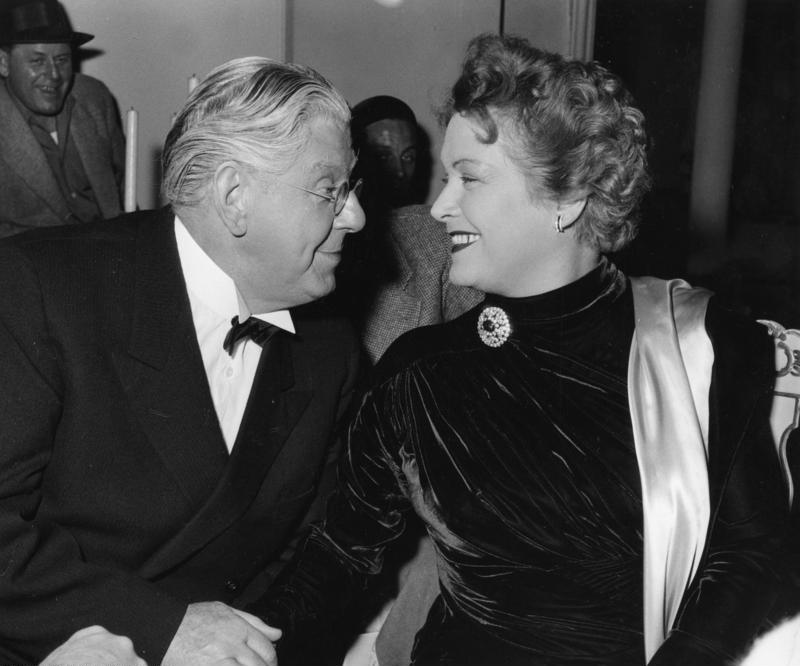
Walter Janssen (1887–1976)

- Janssen, Walter (1936–2001), deutscher Prähistoriker
- Janssen, Werner (1899–1990), US-amerikanischer Dirigent und Komponist
- Janssen, Werner (1924–2021), deutscher Rechtsmediziner und Pathologe
- Janssen, Werner (* 1944), deutscher Philosoph, Germanist und Autor
- Janssen, Wilhelm (1933–2021), deutscher Historiker und Archivar
- Janßen, Wilhelm (1933–2017), deutscher Architekt, Hochschullehrer und Bauhistoriker
- Janssen, Wilhelm Leopold (1830–1900), preußischer Verwaltungsbeamter und Landrat des Kreises Heinsberg
- Janssen, Wilhelm Leopold (1891–1945), preußischer Verwaltungsbeamter und Landrat
- Janssen, Willem (1880–1976), niederländischer Fußballspieler
- Janssen, Willem (* 1986), niederländischer Fußballspieler
- Janßen, Willi (1947–2019), deutscher Fußballspieler
- Janssen, Willy (* 1960), niederländischer Fußballspieler
- Janssen, Wim (* 1949), niederländischer Jazzmusiker und bildender Künstler
- Janssen, Zacharias, niederländischer Optiker
- Janßen-Jennelt, Diedrich (1889–1983), deutscher Kunstmaler
- Janssen-Kucz, Meta (* 1961), deutsche Politikerin (Bündnis 90/Die Grünen), MdLMeta Janssen-Kucz (* 1961)

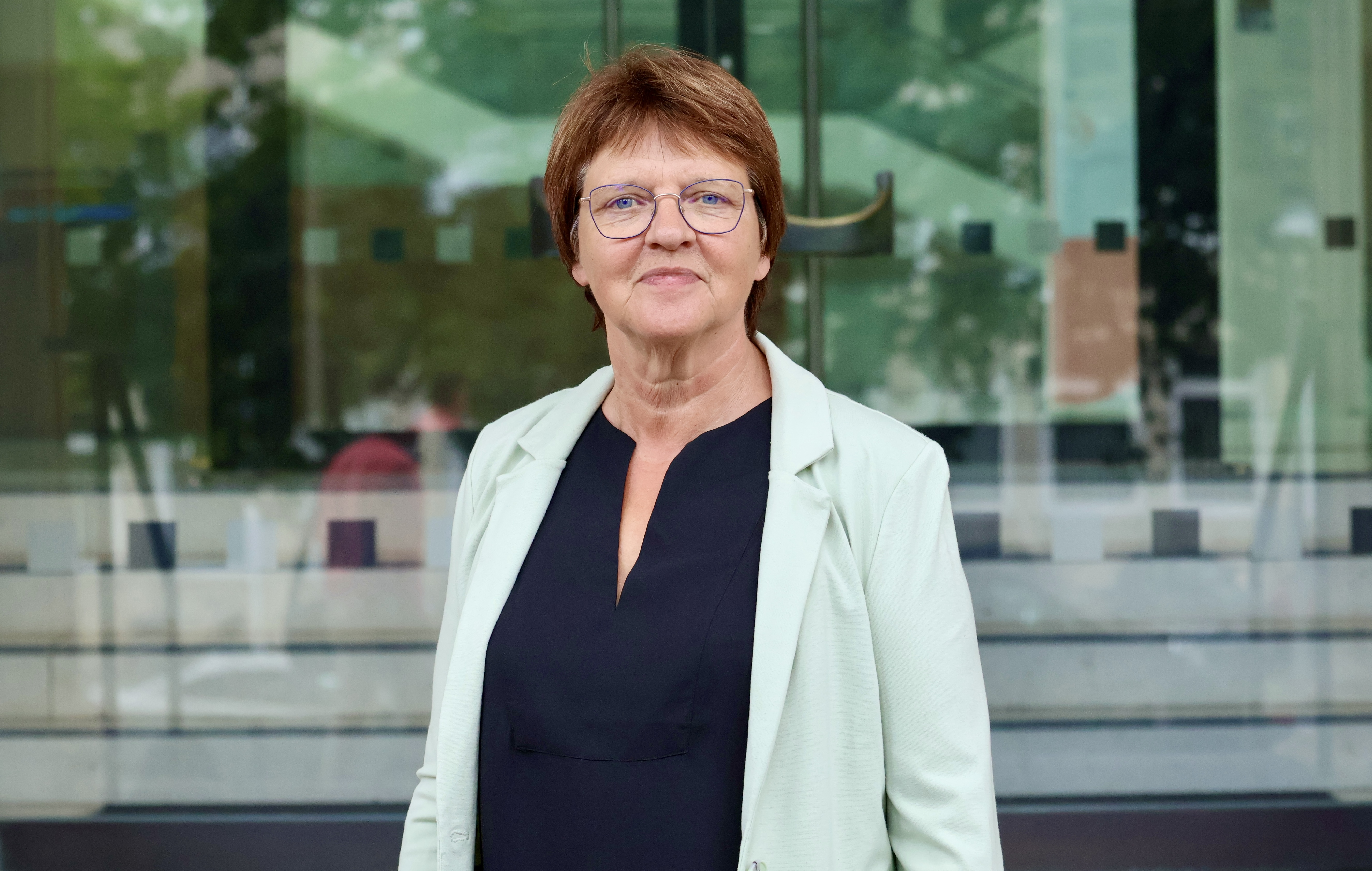
Meta Janssen-Kucz (* 1961)

- Janssen-Reschke, Doris (1944–2008), deutsche lutherische Theologin
- Janssens van Nuyssen, Abraham († 1632), flämischer Maler
- Janssens, Bernard (* 1895), belgischer Radrennfahrer
- Janssens, Cas (1944–2024), niederländischer Fußballspieler
- Janssens, Eva (* 1996), deutsche Badmintonspielerin
- Janssens, Francis (1843–1897), niederländischer Geistlicher, Erzbischof von New Orleans
- Janssens, François (1945–2024), belgischer Fußballspieler
- Janssens, Franziskus (1881–1950), Generalabt des Zisterzienserordens
- Janssens, Hillary (* 1994), kanadische Ruderin
- Janssens, Jan Willem (1762–1838), niederländischer Adliger, Soldat und Staatsmann
- Janssens, Jean Baptiste (1889–1964), Generaloberer der Societas Jesu (Jesuiten)
- Janssens, Jill (* 2003), belgische Fußballspielerin
- Janssens, Jimmy (* 1989), belgischer Radrennfahrer
- Janssens, Jozef (1854–1930), belgischer Historien- und Porträtmaler
- Janssens, Koen (* 1963), belgischer Chemiker
- Janssens, Ludo (* 1942), belgischer Radrennfahrer
- Janssens, Marc (* 1968), belgischer Radrennfahrer
- Janssens, Marcel (1931–1992), belgischer Radrennfahrer
- Janssens, Mark (* 1968), kanadischer Eishockeyspieler
- Janssens, Patrick (* 1956), belgischer Politiker
- Janssens, Peter (1934–1998), deutscher Musiker, Komponist und Mitbegründer des Sacro Pop
- Janssens, Robert (* 1939), belgischer Komponist
- Janssens, Uwe (* 1960), deutscher Mediziner
- Jansson, Albin (1897–1985), schwedischer Eishockeytorwart
- Jansson, Amanda (* 1990), schwedische Schauspielerin
- Jansson, Ann (* 1957), schwedische Fußballspielerin
- Jansson, Ann (* 1958), schwedische Leichtathletin
- Jansson, Ann-Christine (* 1950), schwedische Fotografin und Fotojournalistin
- Jansson, Anna (* 1958), schwedische Krimi-AutorinAnna Jansson (* 1958)

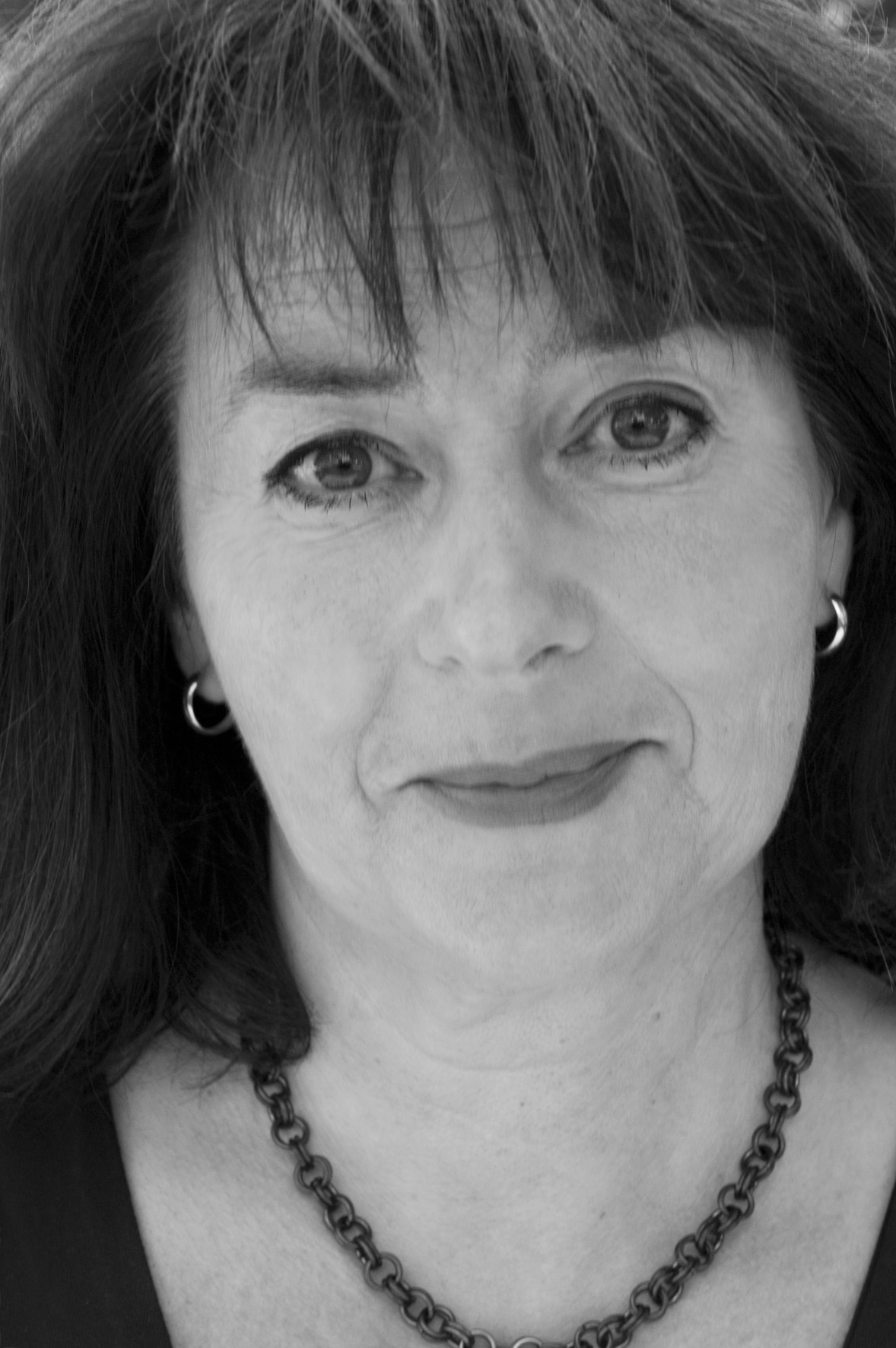
Anna Jansson (* 1958)

- Jansson, Axel (1882–1909), schwedischer Sportschütze
- Jansson, Bernt (1950–2020), schwedischer Eisschnellläufer
- Jansson, Bertil (1898–1981), schwedischer Kugelstoßer
- Jansson, Börje (* 1942), schwedischer Motorradrennfahrer
- Jansson, Daniel (* 1979), finnischer Basketballtrainer
- Jansson, Erik (1907–1993), schwedischer Radrennfahrer
- Jansson, Eugène (1862–1915), schwedischer Maler
- Jansson, Folke (1897–1965), schwedischer Dreispringer
- Jansson, Gunnar (1897–1953), schwedischer Hammerwerfer
- Jansson, Gunnar (1907–1988), schwedischer Fußballspieler
- Jansson, Gustaf (1922–2012), schwedischer Leichtathlet
- Jansson, Harry (1916–2002), schwedischer Eisschnellläufer
- Jansson, Helena (* 1985), schwedische Orientierungsläuferin
- Jansson, Helge (1904–1989), schwedischer Zehnkämpfer und Hochspringer
- Jansson, Henrik (* 1972), schwedischer Snowboarder
- Jansson, Herold (1899–1965), dänischer Turner und Wasserspringer
- Jansson, Isak (* 2002), schwedischer Fußballspieler
- Jansson, Jesper (* 1971), schwedischer Fußballspieler
- Jansson, John (1892–1943), schwedischer Wasserspringer
- Jansson, Karl Emanuel (1846–1874), finnlandschwedischer Genremaler der Düsseldorfer Schule
- Jansson, Lars (* 1951), schwedischer Jazz-Pianist
- Jansson, Lennart (1932–1999), schwedischer Jazzmusiker (Saxophone, Klarinette)
- Jansson, Marlena (* 1970), schwedische Orientierungsläuferin
- Jansson, Martin (* 1978), schwedischer Eishockeyspieler
- Jansson, Mikael (* 1965), schwedischer Politiker
- Jansson, Monika (* 1960), schwedische Curlerin
- Jansson, Nanna (* 1983), schwedische Eishockeyspielerin
- Jansson, Oscar (* 1990), schwedischer Fußballspieler
- Jansson, Pontus (* 1991), schwedischer Fußballspieler
- Jansson, Ragnar (1908–1977), finnischer Segler
- Jansson, Roger (* 1943), finnischer Politiker, Chefminister von Åland
- Jansson, Rony (* 2004), finnischer Fußballspieler
- Jansson, Rune (1932–2018), schwedischer Ringer
- Jansson, Tove (1914–2001), finnische Schriftstellerin und bildende KünstlerinTove Jansson (1914–2001)

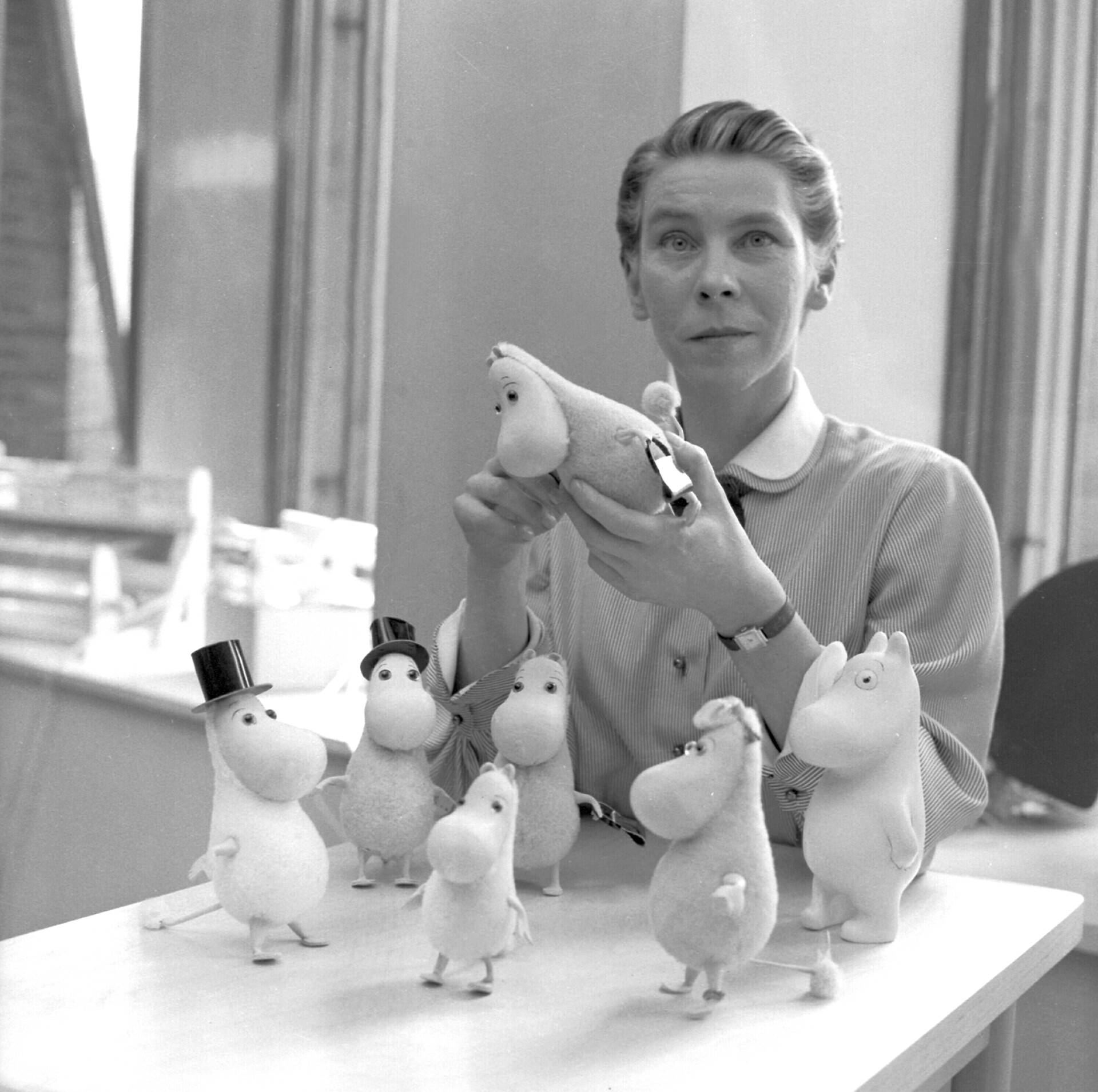
Tove Jansson (1914–2001)

- Jansson, Ulf (* 1941), schwedischer Fußballspieler
- Jansson, Ulrik (* 1968), schwedischer Fußballspieler
- Jansson, Wilhelm (1877–1923), schwedisch-deutscher Gewerkschafter
- Janssonius, Johannes (* 1588), niederländischer Kartograf und Verleger

### Janst
- Janšta, Kamil (1971–1999), tschechischer Fußballspieler
- Janstein, Elisabeth (1893–1944), deutsche Dichterin und Journalistin

### Jansz
- Jansz, Anna († 1539), radikale Täuferin
- Jansz, Raif († 2010), sri-lankischer Badmintonspieler
- Jansz, Willem, niederländischer Seefahrer
- Jánszky, Sven Gábor (* 1973), deutscher Trendforscher, Journalist und Referent
- Janszoon, Jan, niederländischer Pirat und Präsident und Großadmiral der Korsaren der Republik von Salé, Gouverneur von Oualidia